# Dellach (Gemeinde Millstatt am See)

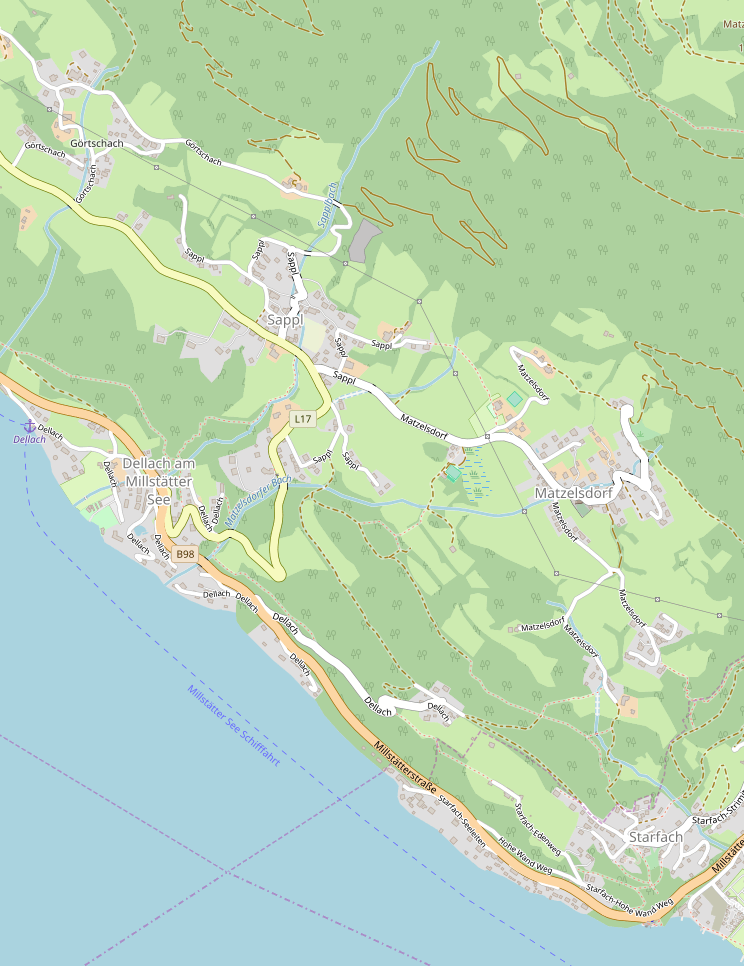
Dellach und umliegende Orte (openstreetmap.org)

Dellach am Millstätter See ist eine Streusiedlung in der Gemeinde Millstatt im Bezirk Spittal an der Drau in Kärnten / Österreich. Die Ortschaft liegt auf 619 m Seehöhe am nördlichen Ufer des Millstätter Sees am Fuße der Millstätter Alpe / Nockberge. Dellach ist über die Millstätter Bundesstraße B 98 von Millstatt oder von Döbriach, sowie über die Landesstraße (L 17) aus Obermillstatt erreichbar. Unmittelbar benachbarte Orte sind Pesenthein, Sappl und Döbriach. Dellach gilt als einer der „gemütlichsten und schönsten Badeorte am Millstätter See“.

## Lage und Wirtschaft

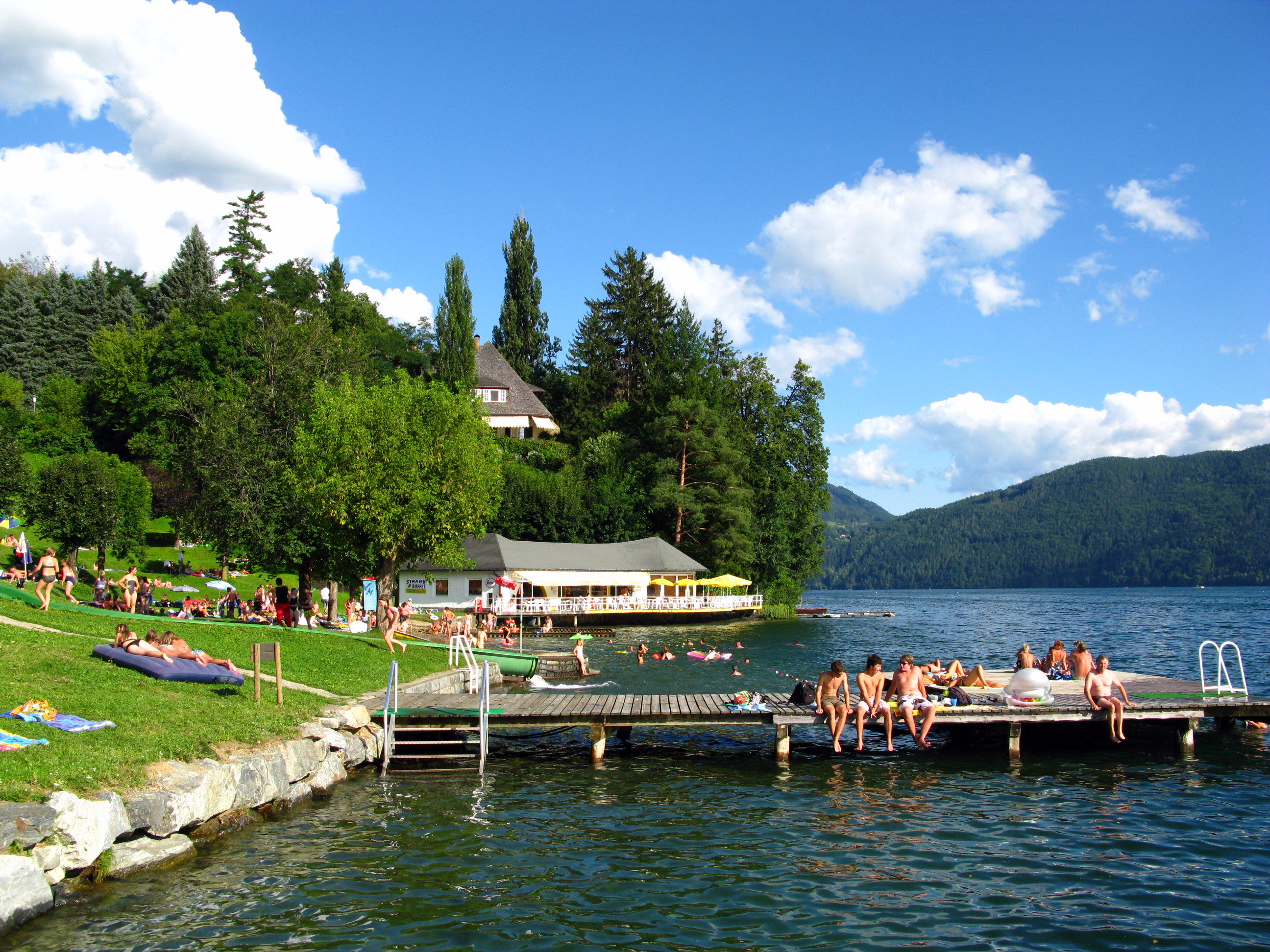
Strandbad und frühere „Traumvilla“

Dellach liegt am Nordufer des Millstätter Sees, das in nordwestlicher Richtung verläuft. Daher ist an markanten Punkten z. B. in der weitgezogenen Kurve der Bundesstraße oder der Kurve in der Straße nach Sappl ein guter Ausblick über den See Richtung Westen möglich. Zwischen Dellach und dem Laggerhof erreicht der Millstätter See mit 1,8 km seine größte Breite. Der See liegt in einem in der letzten Kaltzeit entstandenen Trogtal, das insbesondere an der Nordseite ein steil ansteigendes Ufer hat. Oben auf der Trogschulter liegt der wieder etwas flachere Millstätter Berg. Auf alten Ansichten ist noch erkennbar, dass bis in die Nachkriegszeit die Wiesen von Sappl und Dellach waldlos verbunden waren. Durch Personalmangel und hohe Arbeitskosten in der Landwirtschaft wird dieser Bereich mit Sauerwiesen heute nicht mehr bewirtschaftet und ist seit Jahrzehnten wieder verwaldet. Das Ortsgebiet von Dellach liegt in der Katastralgemeinde Matzelsdorf.
Dellach liegt auf einem langgezogenen Schwemmkegel von fünf Bächen. Drei von ihnen haben ein größeres Einzugsgebiet, das bis auf die Sappler und Matzelsdorfer Alm reicht. Mit den Bächen verbunden ist eine latente Hochwassergefahr bei Starkregenereignissen, die aber geringer ist als in den Nachbarorten Pesenthein oder Millstatt. Ganz im Westen kommt der Görtschacherbach vom Berg, etwa in der Ortsmitte der Sapplerbach und im Osten der Sonnenhofbach aus Matzelsdorf.
Durch den ganzen Ort führt die Millstätter Bundesstraße B 98. In der Ortsmitte zweigt die Obermillstätter Landesstraße (L 17) auf den Millstätter Berg nach Sappl ab. Die Entfernung zur Tauern Autobahn A 10, zur Auffahrt am Knoten Spittal-Millstätter See, beträgt 10,5 km. Dellach liegt auch am Millstätter See Radweg.
Mangels ortsansässiger Betriebe pendelt der Großteil der berufstätigen Bevölkerung aus. Durch den Fremdenverkehr gibt es einige Pensionen, saisonale Gastronomiebetriebe, einen Campingplatz und einige private Beherbergungsbetriebe. Vollerwerbsbauern existieren nicht mehr. Kleingewerbe gibt es im Bereich Installation-Heizungsbau und Kosmetik. Die 1994 gegründete Meisterwerkstätte Anton Possegger für die Herstellung, den Handel und die Reparatur von Blechblasinstrumenten hat Kunden im In- und Ausland. Ein traditionell wirtschaftender Betrieb ist die Fischerbrütung & Seefischerei Brugger, die in Dellach einen Fischstand u. a. mit wildgefangenen, Reinanken anbietet.

## Bevölkerung
Wie die umliegenden Siedlungen ist der Ort mit zuletzt 194 Einwohnern eine ursprünglich bäuerliche Siedlung am Millstätter See, die sich im 20. Jahrhundert zu einem Fremdenverkehrsort entwickelte und sich aktuell in eine Streusiedlung mit vielen Zweitwohnsitzen wandelt. Diese Entwicklung stößt durchaus auf Kritik, weshalb auch für Dellach eine zweijährige Bausperre (2019/2020) erlassen wurde. Bei der Zeitreihe der Höfe und Einwohner Dellachs muss beachtet werden, dass bis 1973 Starfach ein Teil von Dellach war. Erst anlässlich der Wiedervereinigung der Gemeinde Obermillstatt mit Millstatt kam dieser Bereich an Döbriach bzw. Radenthein. Wahrscheinlich wurde dieser Bereich in alter Zeit als Ober-Dellach bezeichnet. In nur acht Kilometer Entfernung beim Magnesitwerk in Radenthein gab es die Ortschaft Niederdellach. Die Siedlung wurde noch im 19. Jhdt. als eigenständig mit einem größeren Hammerwerk am Kirchheimer Bach erwähnt und ist gegenwärtig ein Ortsteil von Radenthein. Die Bevölkerung ist vorwiegend römisch-katholisch, hier repräsentiert durch die Pfarre St. Salvator und Allerheiligen in Millstatt. Die Friedhöfe sind in Millstatt (Kalvarienberg) bzw. Matzelsdorf. Die zuständige Volksschule ist in Obermillstatt, weiterführende Schulen gibt es in Seeboden und Spittal an der Drau.
|                           | 1470 | 1817 | 1857 | 1869 | 1880 | 1890 | 1900 | 1910 | 1923 | 1934 | 1951 | 1961 | 1971 | 1981 | 1991 | 2001 | 2011 | 2018 |
| Höfe / Häuser / Haushalte | 10   | 13   | 13   | 15   | 14   | 19   | 22   | 27   | 26   | 36   | 32   | 64   | 109  | 125  | 148  | 159  | 182  |      |
| Einwohner (mit Starfach)  |      | 77   | 79   | 85   | 82   | 85   | 110  | 138  | 103  | 129  | 184  | 217  | 327  | 311  | 325  | 314  | 349  |      |
| Einwohner (ohne Starfach) |      |      |      |      |      |      |      |      |      |      |      |      |      |      |      | 175  | 177  | 194  |
| Einwohner pro Haus        |      | 5,9  | 6,1  | 5,7  | 5,9  | 4,5  | 5,0  | 5,1  | 4,0  | 3,6  | 5,8  | 3,4  | 3,0  | 2,5  | 2,2  | 2,0  | 1,9  |      |

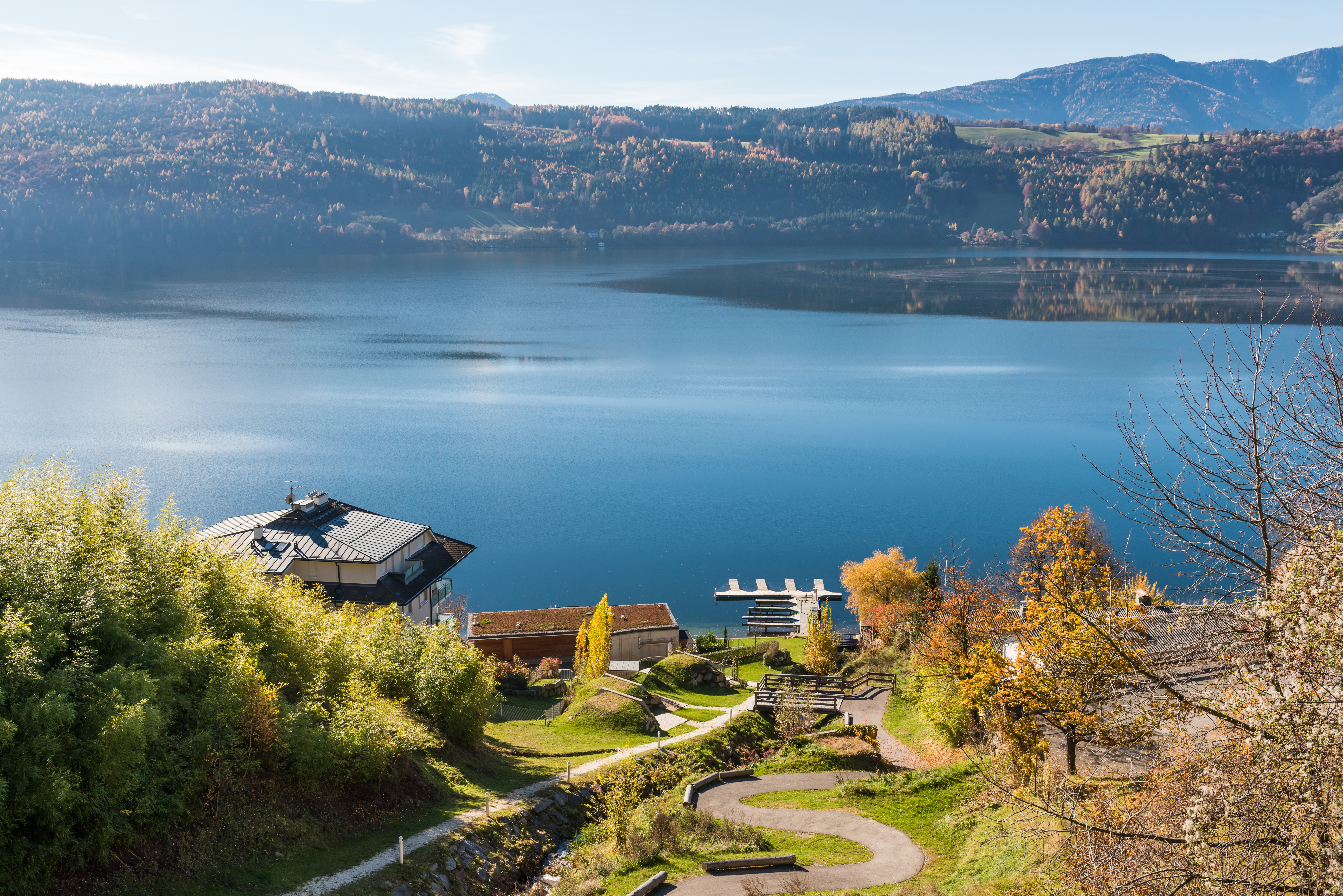
Breitester und tiefster Bereich des Sees bei Dellach

Quellen: Bis 2011 2001/2011 2018 Starfach ist seit 1973 Teil von Döbriach, Gemeinde Radenthein.

## Geschichte

### Frühgeschichte
Der Ortsname, in der frühesten Form als Doelach erwähnt, geht auf das slawische Dôljah zurück. Dellach, richtiger Dölach, bedeutet bei den Talbewohnern (dol = Tal). Wie auch bei anderen Ortschaften mit diesem Namen gibt es eine Gegenüberstellung mit einem Ort weiter oben am Berg, hier mit Görtschach, das mit bei den Bichlern übersetzt werden kann.
Der Ortsname Dellach, 1286 erstmals schriftlich nachweisbar, wird aus der karantanischen Zeit ab dem 7. Jhd. stammen. Die älteren Namen der Lokalität aus römischer und keltischer Zeit sind nicht überliefert. Die frühesten Siedlungsspuren gibt es aus römischer Zeit. 1964 wurde beim Ausheben einer Sickergrube für eine Badeanstalt des Gastwirts Brugger 10 Meter vom Seeufer entfernt römerzeitliches Mauerwerk angeschnitten. Neben Brandresten fanden sich Teile von Hohlziegeln einer typisch römischen Hypokaustheizung. Kleinfunde für eine genauere Datierung wurden nicht gemacht. Beim Bau der Millstätter See-Kanalisation im Jahre 1973 wurde neuerlich römisches Mauerwerk mit roter, durch grüne Streifen verzierte Wandbemalung sowie zwei außergewöhnlich gut erhaltene Türschwellen aus Marmor gefunden. Diese sind zum Teil im Stiftsmuseum Millstatt ausgestellt. Der Bauplatz für eine derart prunkvolle Villa war ideal, sicher vor Muren und Bergstürzen und mit vorzüglicher Trink- und Nutzwasserversorgung durch den Dellacher Bach in unmittelbarer Nähe. Möglicherweise gab es bei diesem römischen Gutshof den ersten Weinbau am Millstätter See. Noch im Urbar von 1520 ist Dellach ein Weingarten verzeichnet.
Spuren aus der späten Hallstattzeit, die Reste von Bronzegüssen, wurden 8 km entfernt in Seeboden in Seeufernähe bei der früheren Pension Ploni im Jahre 1937 gefunden. Ältere Funde in der Gegend sind Reste eines Keramikkruges der Laugen-Melaun-Kultur aus der Spätbronzezeit (ca. 13–11. Jh. v. Chr.) in Obermillstatt. Ebenfalls aus dieser Zeit stammt ein 1957 bei Bauarbeiten beim Hotel-Gasthof Lammersdorf (früher Unterlercher / Fastian) gefundenes Grab mit Bruchstücken einer Urne und Steinbeile aus der frühen Urnenfelderzeit (etwa 1.400 vor Chr.). Seit den 1960er Jahren gibt es nur mehr selten Funde, da bei Grabarbeiten fast nur mehr Minibagger zum Einsatz kommen.
Die Siedlungsgeschichte wird deutlich älter sein. Die Gegend oberhalb von Dellach ist seit mindestens 4000 Jahren besiedelt. Die prähistorischen Fundstellen von Lammersdorf und Sappl – die bisher ältesten in Oberkärnten – sind nur rund eineinhalb Kilometer entfernt. Wegen des Fischreichtums des Sees war das Dellacher Ufer sicher attraktiv und relativ leicht zu erreichen. Ein Pollendiagramm aus dem tiefsten Bereich des Sees zwischen Dellach und dem Laggerhof zeigt ab ca. 2200 v. Chr. eine ausgeprägte Häufung von Adlerfarn und Wacholder, zwei markante Indikatoren für menschliche Weiderodung und Waldweide. Anhand der Pollenanalyse können fünf Phasen zunehmender und rückläufiger menschlicher Siedlungstätigkeit um den See identifiziert werden. Mit dem Beginn der Römerzeit häufen sich Pollen von Edelkastanie und Getreide, besonders Roggen, die zur Völkerwanderungszeit wieder zurückgehen. Ab dem 9. Jahrhundert kommt es durch die einsetzenden bairischen Rodungen zu einem drastischen Rückgang der lokalen Waldvegetation.

### Jesuitenherrschaft & Bauernaufstand 1737
Die dominante Grundherrschaft um den Millstätter See war das Stift Millstatt. Bei der ersten Erwähnung von Dellach im Jahre 1274, um diese Zeit waren die Benediktiner die Grundherren, ging es um ein Zinslehen, einen Hof, der an einen Heinrich von Millstatt gegeben wurde. Die erste erfassbare Immobilientransaktion in Dellach ist der Kauf eines Hofs im Jahre 1362. Im Urbar von 1470, als die Herrschaft an die Georgsritter ging, sind als Klosterbesitz in Dellach drei Huben, sechs Lehen, ein Fischlehen und zwei Zehente angeführt. An dieser Struktur änderte sich über Jahrhunderte wenig.

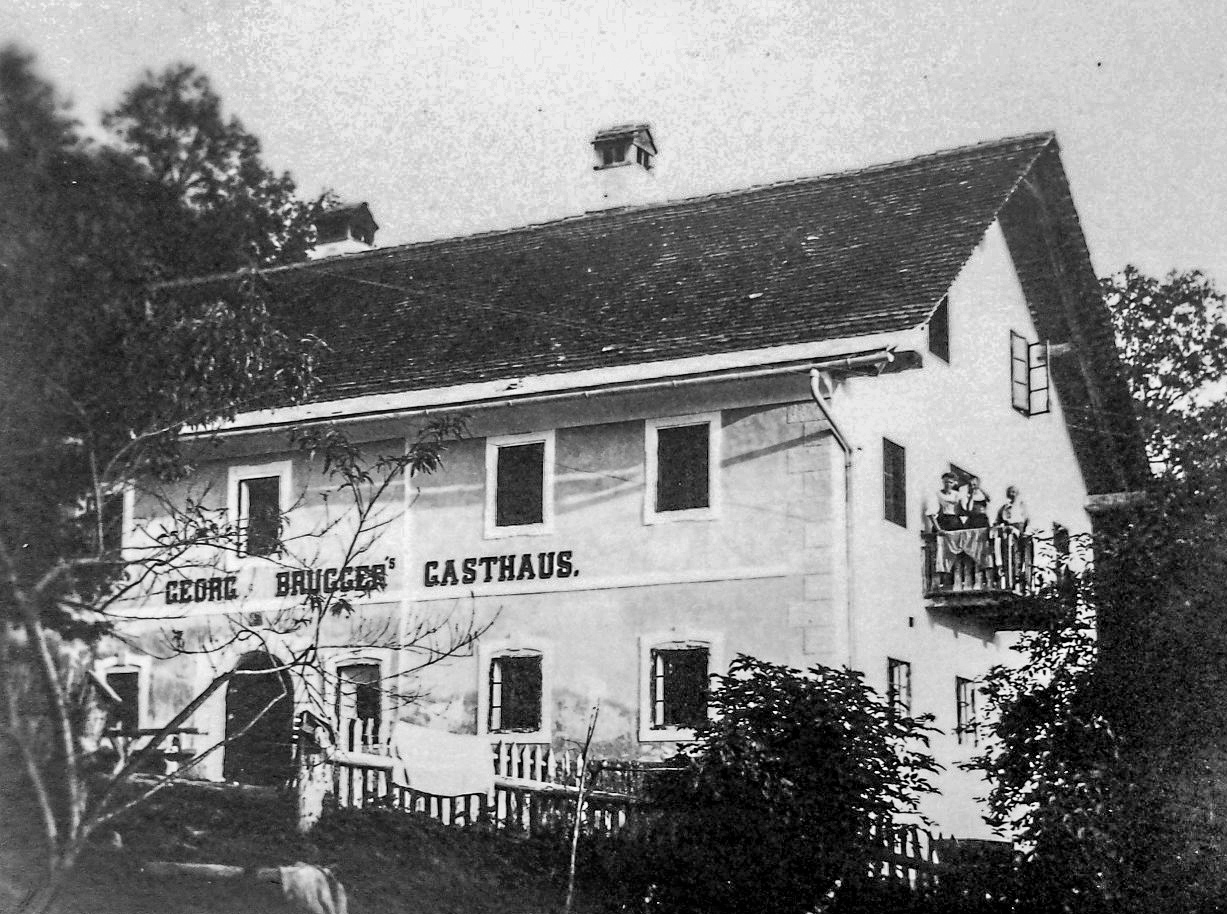
Georg Brugger's Gasthof um 1900
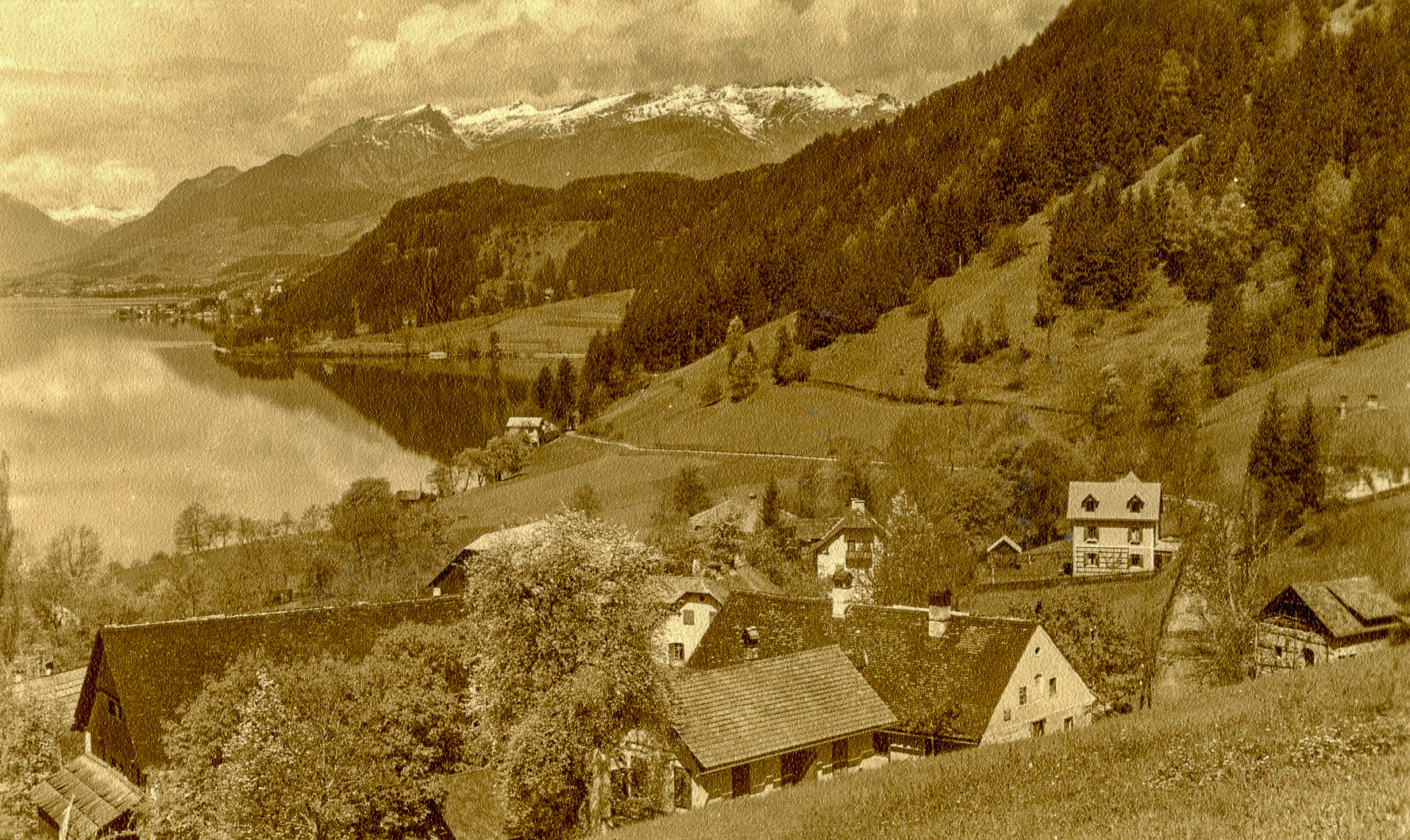
Früherer Gasthof Brugger vom Thomasbichl
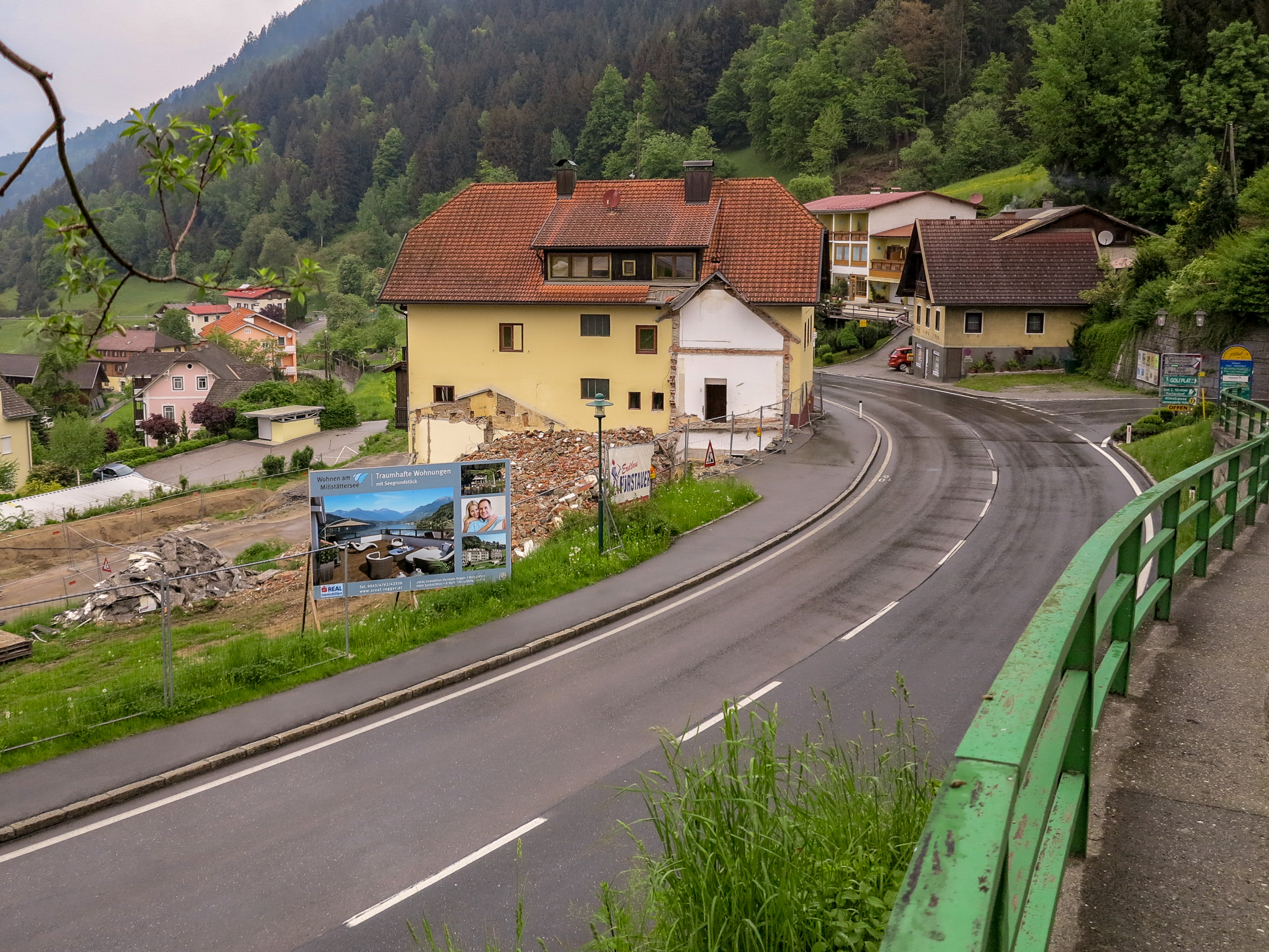
Abriss Gasthof Brugger 2013
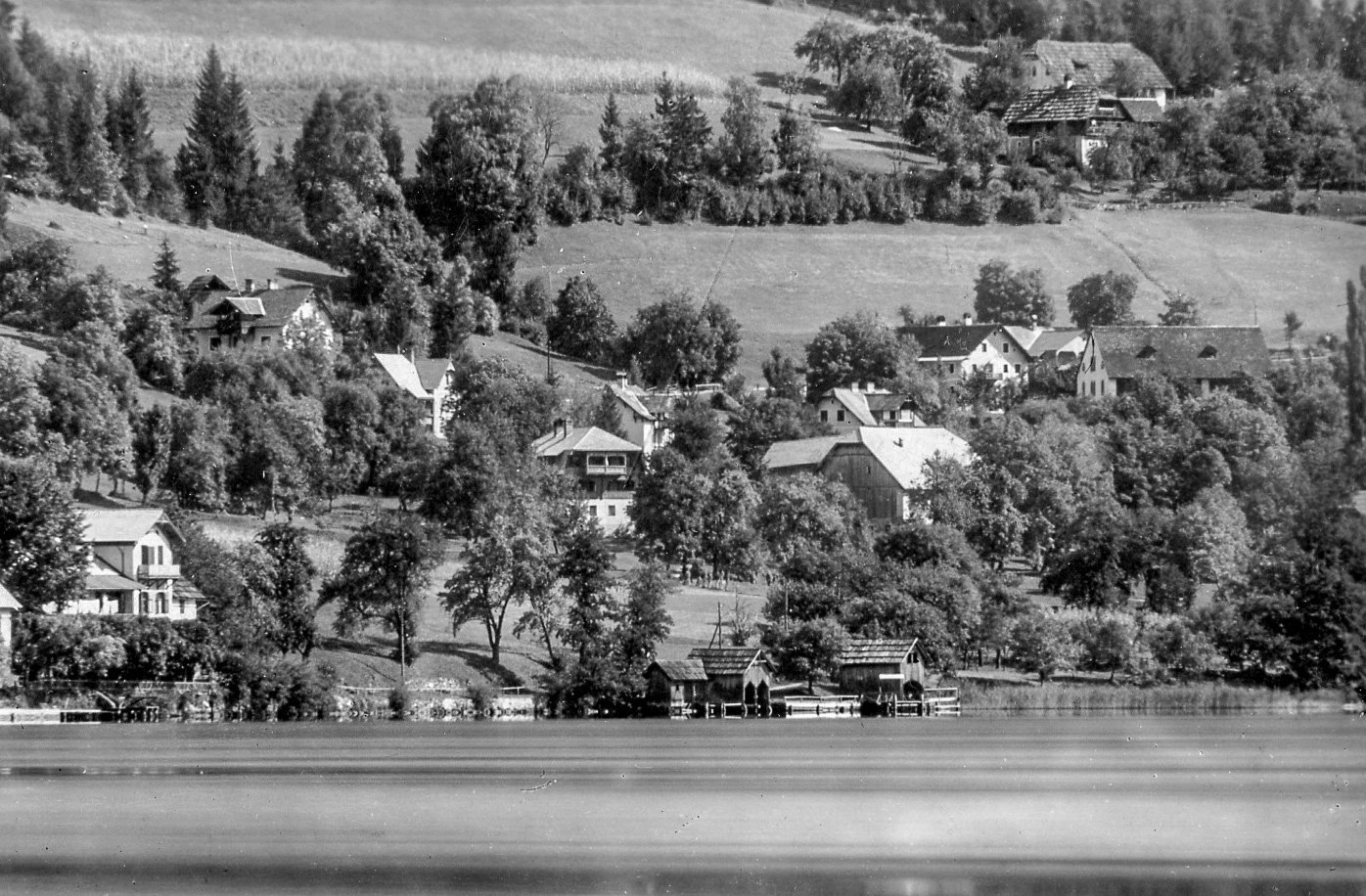
Ortszentrum um 1950
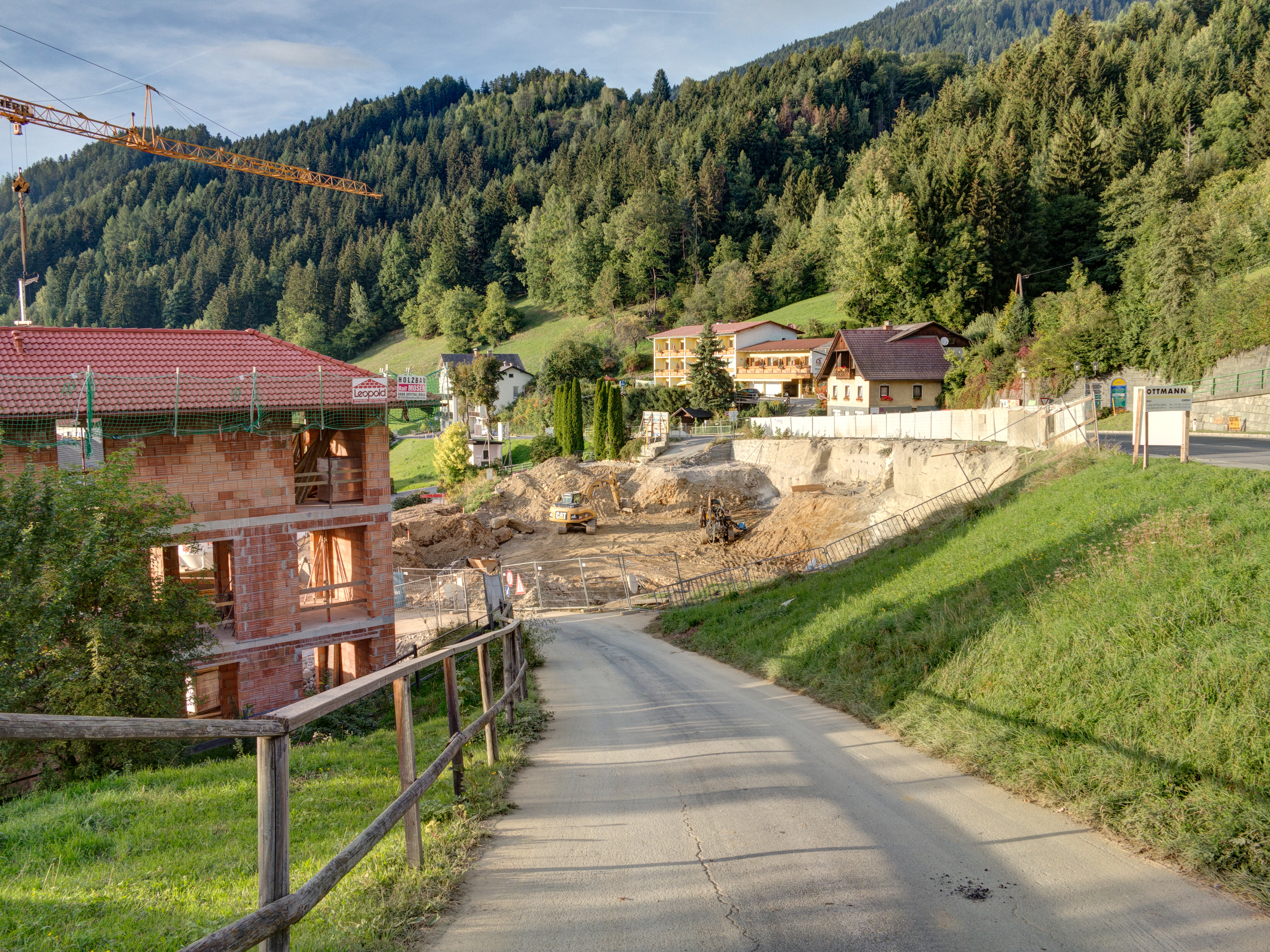
Bau von Zweitwohnsitzen anstelle des Gasthof Brugger
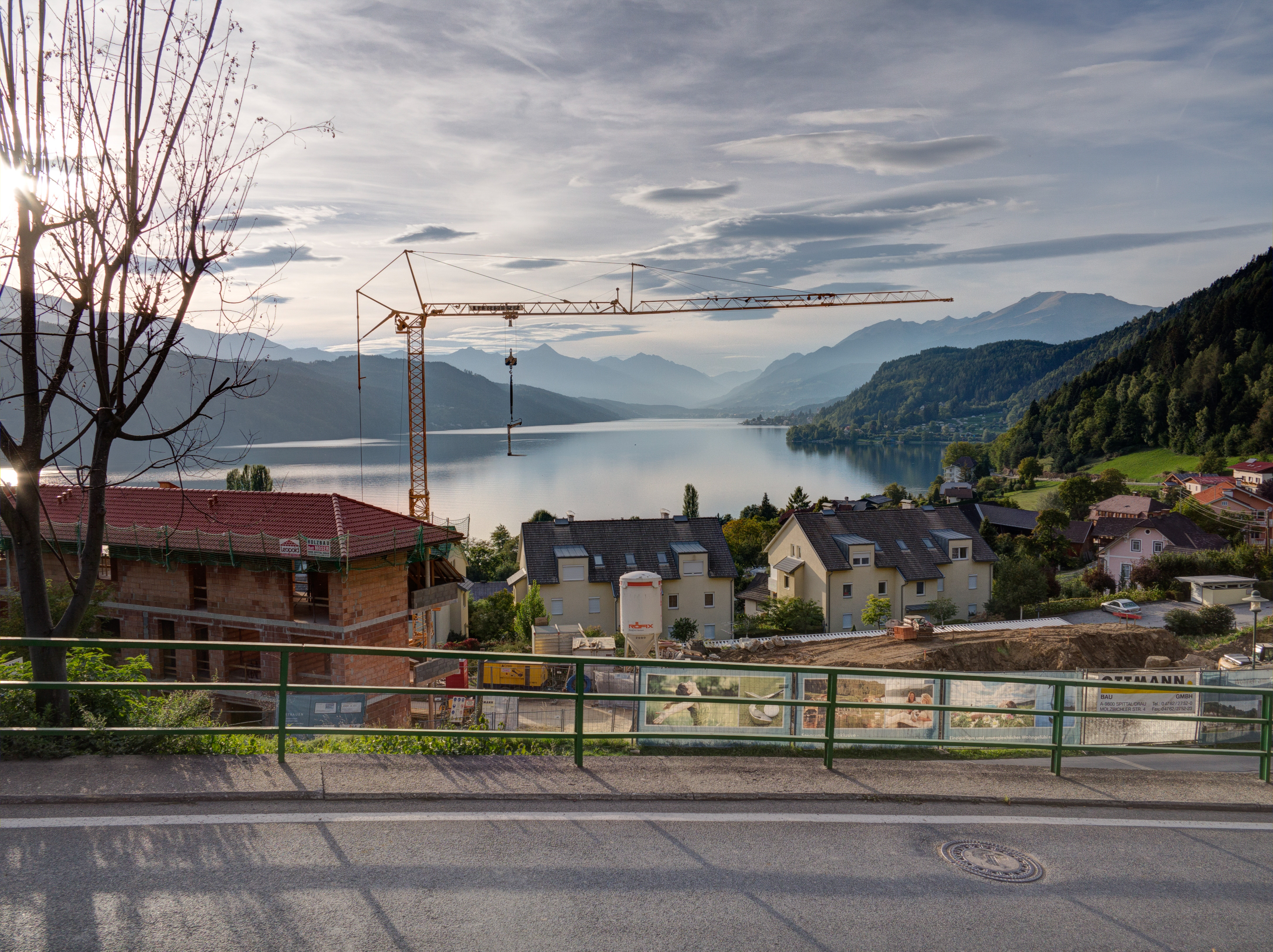
Abgerissener Gasthof, erster neuer Wohnblock
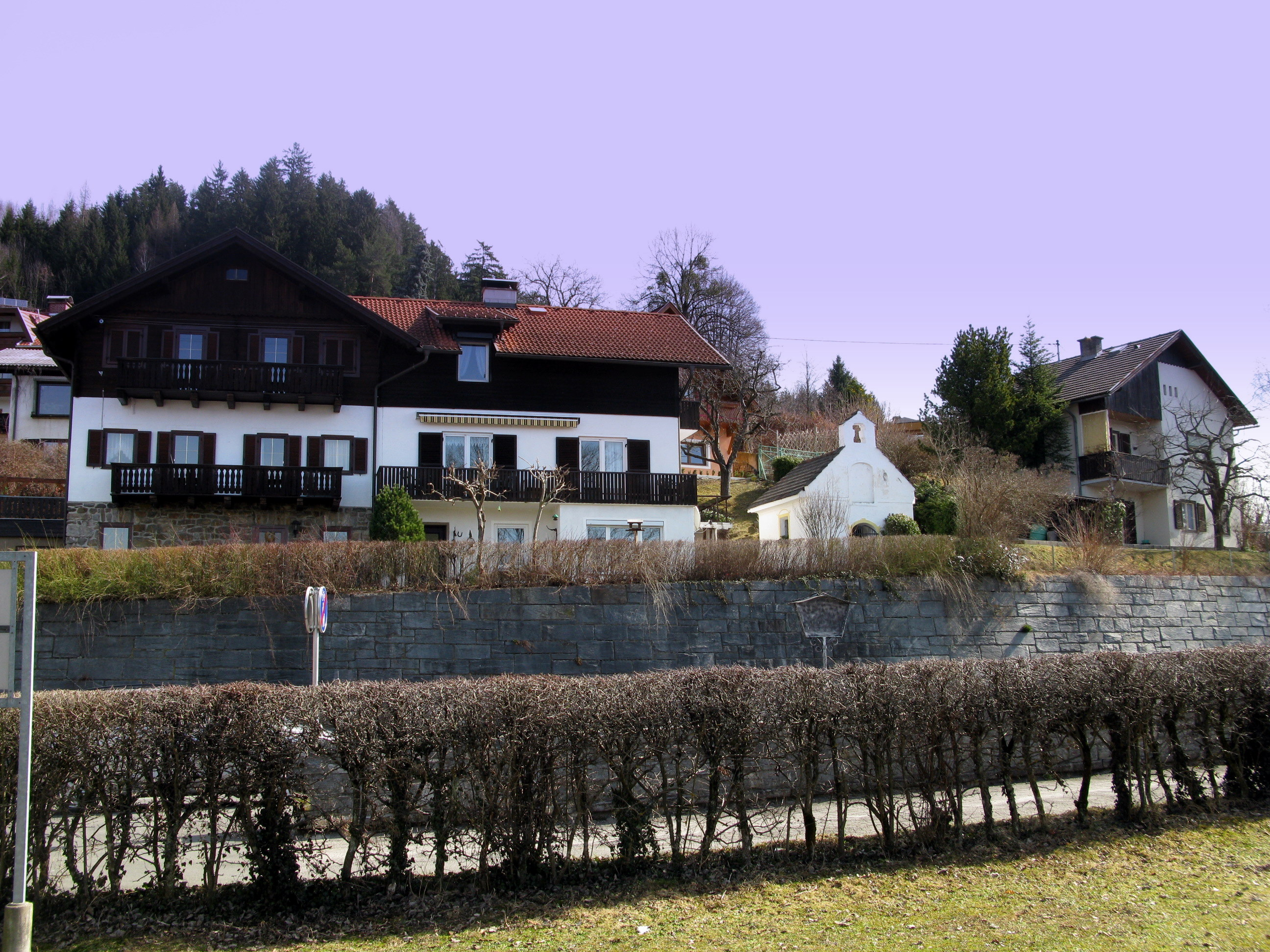
Gedächtniskapelle oberhalb der Bundesstraße

1737 war das bisher turbulenteste Jahr in der Geschichte Dellachs. An die dreihundert Bauern und Knechte versammelten sich zu Allerseelen beim früheren Gasthof Brugger zum Sturm auf das Kloster Millstatt, wobei sie mit Dreschflegeln, Morgensternen, Sensen, Hacken und Sapinen bewaffnet waren. Der Wortführer der Aufständischen war der Dellacher Bauer Georg Thomas. Der Bauernaufstand, auch Millstätter Handel genannt, richtete sich gegen die Millstätter Jesuitenherrschaft. Die Jesuiten legten die Steuer- und Abgabenregelungen deutlich strenger aus, als ihre grundherrschaftlichen Vorgänger, die St. Georgs Ritter. Sie benötigten Geld, insbesondere für die Unterstützung ihrer Ordensbrüder in Gebieten, die vom Dreißigjährigen Krieg betroffen waren bzw. zur Finanzierung der von ihnen betriebenen Universität Graz. Im ersten Viertel des 18. Jahrhunderts gab es immer mehr Klagen über die Jesuitenherrschaft, was sich sogar in einer Sage niederschlug (Der Jungfernsprung von Döbriach).
Zur Abgabenlast kam die strenger werdende Verfolgung der Protestanten durch die Katholiken. Alleine in der benachbarten Paternioner Gegend wurden von 1734 bis 1736 etwa 100 Menschen unter Militärbegleitung nach Siebenbürgen deportiert, was eine Fluchtwelle unter den zurückgebliebenen Protestanten auslöste. Aus dem Fürsterzbistum Salzburg wurden um diese Zeit mehr als 20.000 deportiert. Einige vertriebene „Kärntner Sectarier“ kamen immer wieder verbotenerweise in ihre alte Heimat zurück, brachten verbotene Bücher mit und „befestigten“ die „ihrigen im Irrtum umsoviel mehreres“.
Vor diesem historischen Hintergrund gab es bereits 1734/35 größere Zusammenrottungen beim beliebten Vieh- und Jahrmarkt auf der Maitratten bei Gnesau, bezeichnet als „Erster Religionsaufstand“, wo über angebliche Abgabenerlässe des Kaisers diskutiert wurde. 1737 war ein Vergleich zwischen Jesuiten und Bauern fast ausverhandelt, da aber nicht alle zustimmten, reiste eine Delegation zum Kaiser nach Wien. Die unerfahrenen Bauernvertreter Thomas und Oberherzog erreichten jedoch keine Audienz, sondern gerieten an den Winkeladvokaten Joseph Paul Zopf, welcher in Erwartung eines guten Geschäfts versprach, sich beim Kaiser für sie einzusetzen. Zopf gab sich als kaiserlicher Kommissär aus und erstellte ein gefälschtes Dokument, aus welchem hervorging, dass die Bauern von ihren Pflichten befreit seien, was sie ermutigte, die Jesuiten zu vertreiben. Zopf reiste nach Dellach und am Abend des 2. November 1737 eroberten die Bauern die Residenz in Millstatt, plünderten, steckten eine Scheune in Brand und betranken sich, während Zopf mit der Kassa von 3000 Gulden Richtung Wien flüchtete. Zopf wurde aber mit dem Geld, immerhin die Hälfte der Geldsumme, die das Stift an die Universität ablieferte, in Bad Kleinkirchheim gestellt. Über eineinhalb Jahre dauerte der Strafprozess, der für alle Beteiligten sehr teuer wurde. 400 Mann kaiserliche Truppen aus Kroatien zur Verhinderung eines weiteren Aufstands und Bewacher der gefangenen Bauern hatte die Bevölkerung zu bezahlen und zu verköstigen. Im Urteil vom 29. April 1739 hieß es „Georg Thämäss zu dellach“ wird auf der Richtstätte (beim hohen Kreuz in Millstatt) „mit dem Schwert von leeben zum tott“ hingerichtet „sodann dessen Kopf bey seinen Hauss negst der ordentlichen Strassen an ein gemauerte Säuln mit eissernen gätter verwahrter aufgestökht werden.“ Später ist nicht mehr von einer Säule die Rede, sondern von einer Nische im Brugger-Haus, die bis ins 19. Jahrhundert hinein existiert habe. Auch die anderen zwei Rädelsführer wurden in Anwesenheit beinahe der gesamten Bevölkerung im Mai enthauptet und ihre Köpfe zur Abschreckung in eisernen Käfigen an der Ecke des Millstätter Stiftsgartens zur Schau gestellt. 29 weitere Aufstandsteilnehmer wurden zwangsrekrutiert und erhielten ewigen Landesverweis bzw. eine langjährige Festungshaft. Die Bevölkerung hatte die enorme Summe von 21.560 fl. an Schadenersatz an die Jesuiten zu leisten. Zum Vergleich: Eine stattliche Hube wie der Götzfried hatte, um diese Zeit einen Gesamtwert von ca. 500 Gulden.

### Grundentlastung

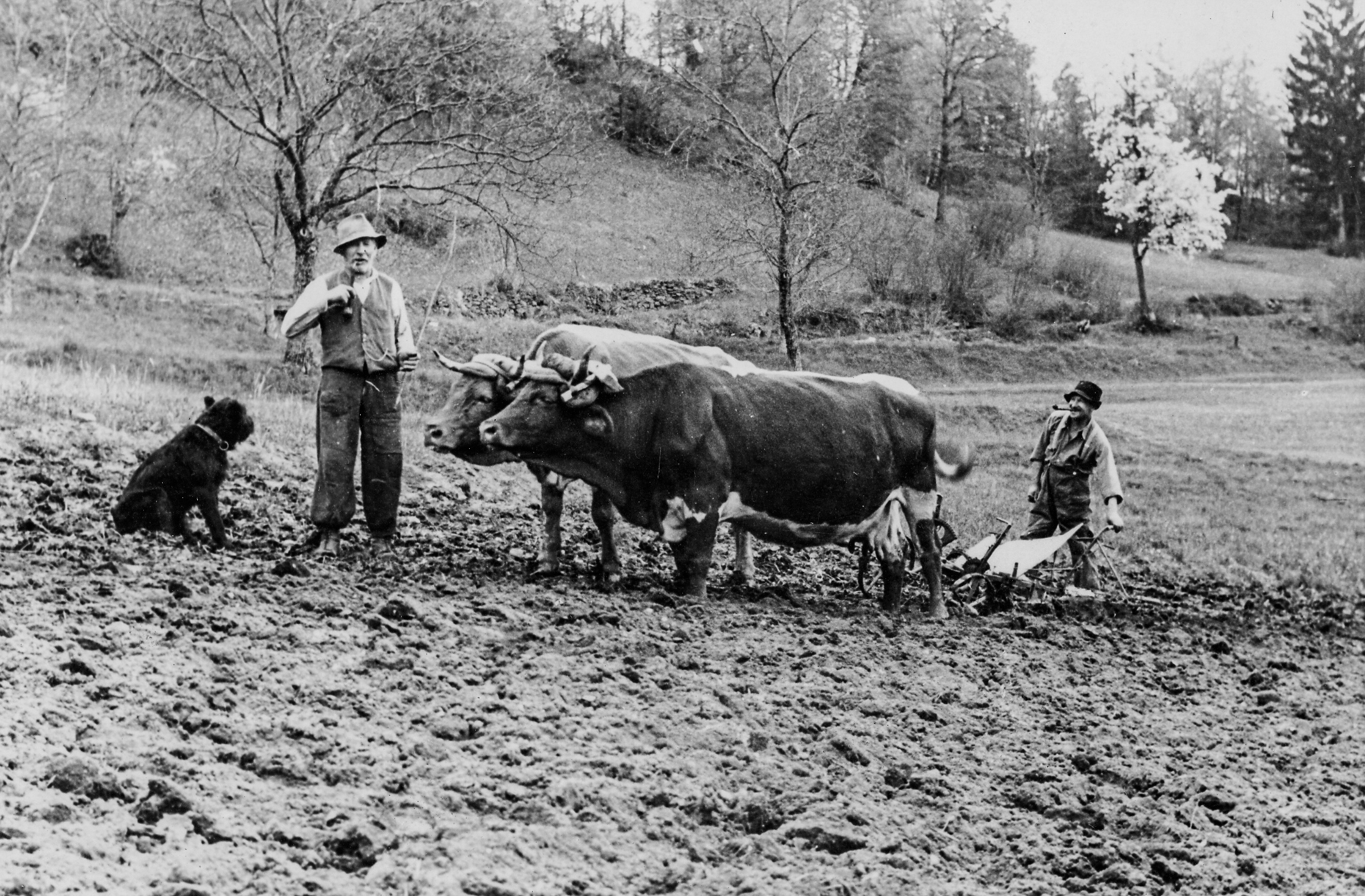
Pflügen beim Waldbauer in den 1930er Jahren

Erst durch die politische Ausstrahlung der Französischen Revolution, auch Dellach gehörte während der Napoleonischen Kriegen einige Jahre zum französischen Königreich Illyrien, kam es zur Auflösung des alten Untertanen- bzw. Grundherrschaftsverhältnisses in Österreich. Mit der Märzrevolution 1848/49 konnten die Bauern die Höfe von der k.k. Staatsherrschaft, der Domäne kaufen und Eigentümer werden. Die Jesuiten gab es seit dem so genannten Jesuitenverbot von 1773 nicht mehr. Die Bauernbefreiung führte auch zur Bildung der Ortsgemeinden 1850. Bis 1889 gehörte Dellach zu Millstatt, dann als Teil der Katastralgemeinde Matzelsdorf zu Obermillstatt und seit 1973 wieder zu Millstatt. Einer der Obermillstätter Bürgermeister kam aus Dellach. Es war Franz Seiser aus Dellach Nr. 20, (1957–1968) Mitglied der Österreichischen Volkspartei.
Zur Erinnerung an die Ereignisse von 1737 wurde eine Kapelle errichtet, die heute oberhalb der Stützmauer in der weitgezogenen Kurve der Bundesstraße liegt. Der Standort der kleinen Kapelle am Thomasbichl galt vor der Verbauung als schönster Aussichtspunkt auf den Millstätter See, wie alte Gemälde zeigen.
Die Kapelle wurde 1932 in einer Zeit großer Spannungen insbesondere zwischen den Christlichsoziale Partei und den Nationalsozialisten restauriert. Auf der Stirnseite befindet sich der mahnende Gedenkspruch „Erbaut [nach 1737] zum Dank für den Sieg des Rechts. Erneuert [1932] zur Mahnung des künftigen Geschlechts.“ Bemerkenswert ist der in der Kapelle von Jakob Campidell gemalte wiederauferstandene Christus mit einer großen rot-weiß-roten Siegesfahne. Trotz knapper Kassen wurde die aufwendige Restaurierung als Warnung an die Nazis durchgeführt. Diese waren deutlich gewalttätiger. In der Nacht zum 29. Juni 1934 gab es am Millstätter See erstmals eine schwere Sachbeschädigung mit gestohlenem Sprengstoff aus dem Magnesitwerk Radenthein. Zwecks Einschüchterung politischer Gegner sprengten Anhänger der nun verbotenen NSDAP das neuerbaute Wohnhaus des ständestaatlich eingestellten Dellacher Fabriksarbeiters Stefan Steurer. In Dellach gab es seit 1933 eine Ortsgruppe des Deutsch-österreichischen Heimatschutzes (Heimwehr). Steurer baute nach dem Krieg das erste Elektrizitätskraftwerk Dellachs am Görtschacher Bach.

### Bäuerliche Strukturen
In den alten Urbaren und Steuerlisten sind die Höfe des heutigen Dellach mit jenen von Starfach gemeinsam angeführt. Im Westen des heutigen Ortes liegt das frühere, heute schon weitgehend verbaute Dellacherfeld. Die alten Hofstellen von Dellach sind im Franziszeischen Kataster aus den 1820er Jahren noch gut erkennbar. Zwischen Neubauer und dem früheren Gasthof Brugger gab es einige kleine Höfe. Etwas weiter östlich liegen die alten Bauernhöfe vulgo Götzfried und Pichlbauer. Bis in die 1950er Jahre waren Dellach und Sappl noch mit einem Wiesengürtel verbunden. Dieser ist heute bereits zugewachsen oder verbaut. Der östlichste Hof von Alt-Dellach war der Starfacher in Starfach, heute zu Döbriach gehörend.

#### Neubauer
Bei der Einführung der Hausnummern in der Habsburgermonarchie wurden die Nummern für die Häuser Dellachs von Westen nach Osten, also von Millstatt weg, vergeben. Die niedrigsten Nummern liegen auf Höhe der Schiffsstation. Es waren kleinere Keuschen, deren Vulgonamen in den Verzeichnissen nicht angeführt sind. Der erste größere Bauer in Dellach war der vulgo Neubauer der Familie Glabischnig mit der Nummer 3. Der Haufenhof ist in den Millstätter Aufzeichnungen 1520 als Schürpfer Lehen erstmals erwähnt. An diesem Haus ist die Veränderung des Ortes gut erkennbar. Das 1828 erbaute Haus wurde schon 1892 für Fremdenzimmer aufgestockt. Der Hof liegt im flacheren Bereich des Ortes und besitzt, untypisch für die Gegend, zwei Stadlbrücken (Auffahrten in den oberen Stock der Scheune). Die 1,5 ha große Wiese zum See hin wird seit Jahrzehnten als Campingplatz genutzt. Dellach 4 vulgo Sauschneider, 1652 als Ebner Lehen erwähnt, um 1900 der größte Dellacher Bauer, gehört heute ebenfalls zum Neubauer.
Die Nummer 5 war der Pichlbauer, ein Haufenhof am Thomasbichl bei der Bundesstraßenkurve, der 1663 erstmals als Am Pichl angeführt ist.

#### Simonbauer und dieBruggerTanzmusik-Kapellen
Das Simonbauer Lehen (Nr. 6) in der Nachbarschaft des Neubauer wird 1477 erstmals als Vischer Lehen erwähnt. Hier wurde am 25. Mai 1858 der Kapellmeister Johann Brugger geboren. Sein Vater Mathias Brugger, geb. 1828 war Simonbauer und hatte die Zwillingssöhne Josef und Matthias, die im Oktober 1871 ebenfalls beim Simonbauer auf die Welt kamen. Johann gründete im Jahre 1883 die weithin bekannte Tanzmusikkapelle die Bruggerer. Die Kapelle gilt als eine der „ältesten“ Bauernmusikkapellen Kärntens. Die Zwillingsbrüder gründeten 1895 nach Absolvierung ihrer dreijährigen Militärzeit, die sie bei der Militärmusik verbrachten, die Seebodner Bruggerer. Die Musikerdynastie galt über sieben Jahrzehnte auf den Tanzböden Oberkärntens und darüber hinaus als die „beste und bekannteste Tanzmusik“. Entsprechend beliebt waren die Bruggerer bei den Seefesten in Dellach, Millstatt und Seeboden. Ihr Auftrittsgebiet umfasste alle Orte, die zu Fuß oder mit dem Fahrrad erreichbar waren, also im Drautal, Gailtal, Mölltal bis in den Lungau hinauf. 1928 trat die Schallplattenfirma Polydor an die Seebodner Bruggerer heran. Wahrscheinlich sind die Aufnahmen, hier als die Kapelle D'Brugger bezeichnet, die ersten Schallplattenaufnahmen einer Kärntner Kapelle überhaupt. Die Aufnahmen führten zu entsprechender Präsenz im Radioprogramm der RAVAG. Live-Rundfunkauftritte sind aus Wien, München und von Radio Kärnten überliefert.
Die Musikanten der Bauernkapellen waren durchwegs Kleinlandwirte oder Arbeiter und konnten von den Nebeneinkünfte vom Musizieren sehr gut leben. Die Zwillingsbrüder errichteten um 1900 eine Betonwarenerzeugung in Seeboden, die heute noch existiert. Besonders einträglich waren die damals oft zweitägigen Kirchtage. Wenn es gut lief und es keinen Abbruch wegen Raufereien gab, konnte ein Musikant in zwei Tagen den Gegenwert einer Kuh verdienen.
Johann Brugger senior war bis 1933 Kapellmeister und beherrschte sein Hauptinstrument, die B-Klarinette bravourös. Sie wurde ihm ins Grab vor der Kirche in Millstatt mitgegeben. Aufgrund des am Grabstein eingemeißelten politischen Bekenntnisses zum Nationalsozialismus – „Er war der älteste SA-Mann in Kärnten.“ – er wurde als „erster Musikzugführer“ von Oberkärnten bezeichnet, wurde der Stein vor Jahren entfernt. Brugger komponierte etwa 150 Musikstücke und spielte neben der Bauernkapelle auch mit einer Streichmusik bei Millstätter Kurkonzerten.
Sein Nachfolger als Kapellmeister der Brugger war sein Enkel Josef Brugger. Krankheitsbedingt löste sich die Kapelle Anfang der 1950er Jahre auf. Die Seebodner Brugger hatten schon mit Beginn des Zweiten Weltkriegs aufgehört. Durch die Vorbildwirkung der Bruggerer entstanden mehrere Kapellen, wie der Musikverein Döbriach, die Obermillstätter Bauernmusik oder die Trachtenkapelle Seeboden. Die kompletten Tanzbücher der Dellacher Brugger von 1880 bis 1960 sind im Kärntner Volksliedwerk erhalten geblieben. Die Konzerte der Bruggerer waren als Wunschkonzerte organisiert. Aus den Tanzbüchern ist ersichtlich, dass Walzer, Polka Francé oder Tramplan und Polka Schnell am häufigsten verlangt wurden.

#### Thomasbauer / Brugger

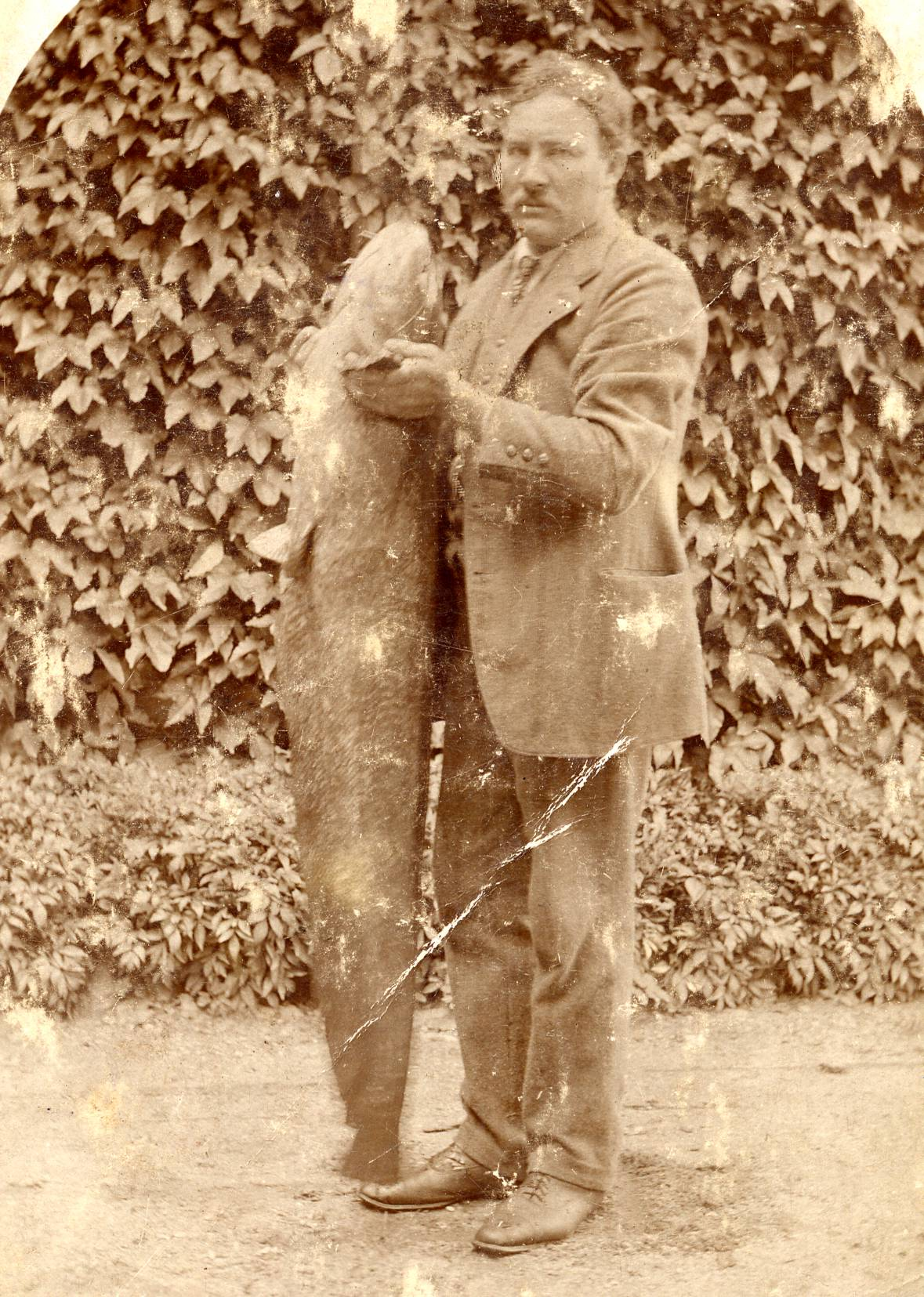
Laggerwirt Christoph Staber mit gefangenem Wels, um 1890

Der Gasthof Brugger (Nr. 7), bei dessen Badehaus die römische Villa gefunden wurde und wo der Bauernaufstand 1737 seinen Ausgang nahm, gehört zu den alten Dellacher Höfen. Er wird 1477 erstmals als Hube und Lehen von Primus daselbst, später als Hube zu Dellach schriftlich aufgelistet. Ab 1791 wird der Hof als Thomas Hube, 1870 als Thomasbauer, im Dialekt Tóma bezeichnet. Vom Hofnamen abgeleitet sind die Flurnamen Thomasbichl und die Bezeichnung Thomas-Brücke für die heute nicht mehr gut sichtbare Brücke über den Sappler Bach. Über rund 160 Jahre, von 1853 bis 2013, war der Thomasbauer ein Gasthof. Der Fremdenverkehr wurde schon um 1900 als gute Einkommensquelle gesehen. Der Brugger-Wirt inserierte 1905 eine Villa mit „8 Zimmern, vollkommen eingerichtet, 3 Küchen, zwei Kellern, Garten und Badehausbenützung“.
Ein früher Höhepunkt der langen Gasthausgeschichte war die Zeit vor und nach dem Ersten Weltkrieg. Der Brugger war ein Zentrum des gesellschaftlichen Lebens und Ausgangspunkt beispielsweise für Einweihungsfeiern wie jene der Hubertushütte 1927 auf der Sappleralm.
Über Jahrzehnte war der Familiengasthof bekannt für seine Fischspezialitäten aus dem eigenen großen Seelehen. Die Fischerei verfügt über ein 79 Hektar großes Fischrevier auf der Dellach gegenüberliegenden Seeseite, das bis Anfang der 1930er Jahre zum Laggerhof gehört hatte. Der Lagger Besitzer Christoph Staber war ab 1927 zahlungsunfähig und brachte auch seine Bürgen, den Götzfried-Bauer in Dellach und den Hånsbauer aus Krieselsdorf in arge finanzielle Turbulenzen. Einige Zeit wurde die ab 1930 obdachlose Familie Staber am Tanzboden des Gasthof Brugger einquartiert. Nach dem Krieg wurde der Gasthof aus- und umgebaut und bekam im Zuge einer Aufstockung sein charakteristisches Zwiebeltürmchen in der Hausmitte. 2013 wurde der traditionelle Gasthof abgerissen. Auf dem Gelände stehen nun drei gelbe Wohnblöcke mit 14 Zweitwohnsitz-Apartments inklusive Seezugang.

#### Götzfried-Hof

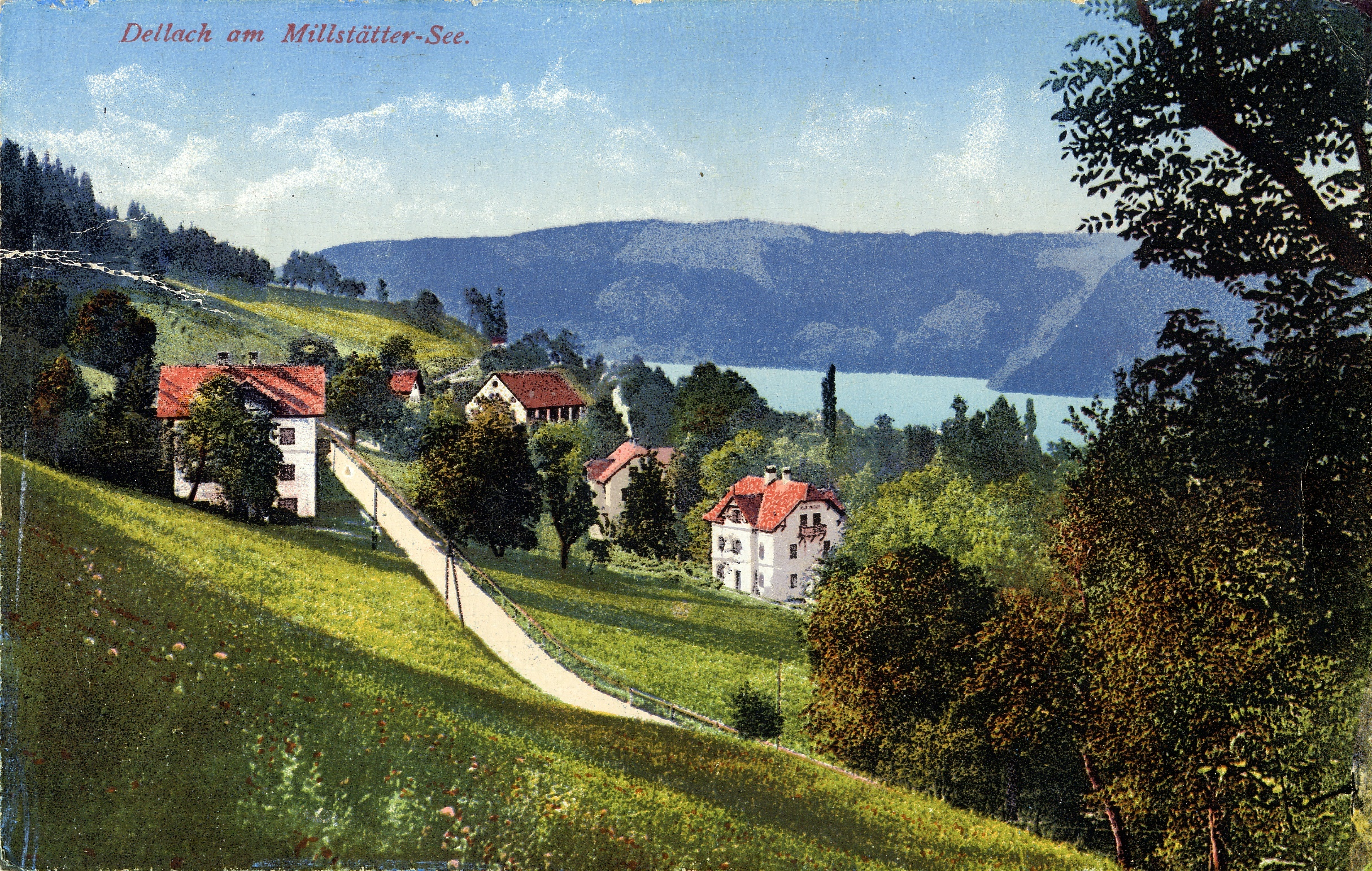
Ortskern um 1910

Das letzte historische Hofgebäude Dellachs war der alte Götzfried-Hof (Nummer 8), gebaut im Stil der Bauernhäuser rund um den Millstätter See, der 2006 demoliert wurde. Bereits seit Ende der 1960er Jahre gab es ein neues Wohnhaus mit Zubau für die Zimmervermietung. Bis Anfang des 20. Jahrhunderts war der Hof als Ringhof angelegt. Der Bauernhof der Familie Palle mit Frühstückspension ist 1477 erstmals als Gottfried am Faszt (Forst) erwähnt. Im 18. Jh. und 19. Jh. war der Name Aichholzer auf der Hube. Erhaltene Dokumente zeugen vom bäuerlichen Leben im Dellach des 16. Jahrhunderts. 1580 gab es einen Streit eines Georg Götzfried mit einem Veit aus Sappl um die Wassernutzung des Leder-Bachls (heute Sonnenhofbach). 1586 ging es um die widerrechtliche Schlägerung von Zaunholz durch einen Ruep Dittrich, ebenfalls aus Sappl, der von seinem Nachbarn Paul Steggaber unterstützt wurde. Wie für andere Höfe der Herrschaft Millstatt ist die Besitzabfolge ab 1606 anhand der Ehrungsprotokolle, einer Art Erbschaftssteuererfassung, gut nachvollziehbar. In einem Vertrag von 1769 ist der Erwerb von Weiderechten für zwei Ochsen im Hofgarten der Jesuiten, dem damals unverbauten Ostbereich Millstatts, dokumentiert. Um 1900 gab es beim Götzfried einen Ziegelofen, der ein sehr einträgliches Geschäft war. Beliefert wurden nicht nur Bauern der Nachbardörfer, die Ziegel für gewölbte Stallungen brauchten, sondern auch Villenerbauer und das Magnesitwerk in Radenthein. Als Ziegelbrenner arbeiteten italienische Saisonarbeiter aus den kargen Täler der Karnia wie dem Aupatal. Das gute Einkommen aus der Ziegelbrennerei ermöglichte dem Götzfried 1907 Grundstücke vom Sauschneider zu kaufen, einen Neubau zu errichten und eine Gemischtwarenhandlung zu eröffnen (da wo heute Kahlhofer ist). Um 1911 erwarb er ein Seegrundstück um eine Boots- und Badehütte mit vier Badekabinen, um am aufkommenden Fremdenverkehr mitzuverdienen. Der Götzfried und der Laggerbauer waren vor dessen Pleite 1927 gute Freunde, die sich immer wieder via Ruderboot besuchten. Verabredet hat man sich mittels Rufe durch einen Grammophontrichter. Ein Telefon gab es noch nicht. Ein Teil des großen Fischlehens des Lagger kam zum Götzfried-Bruder beim Sonnenhof.

#### Sonnenhof

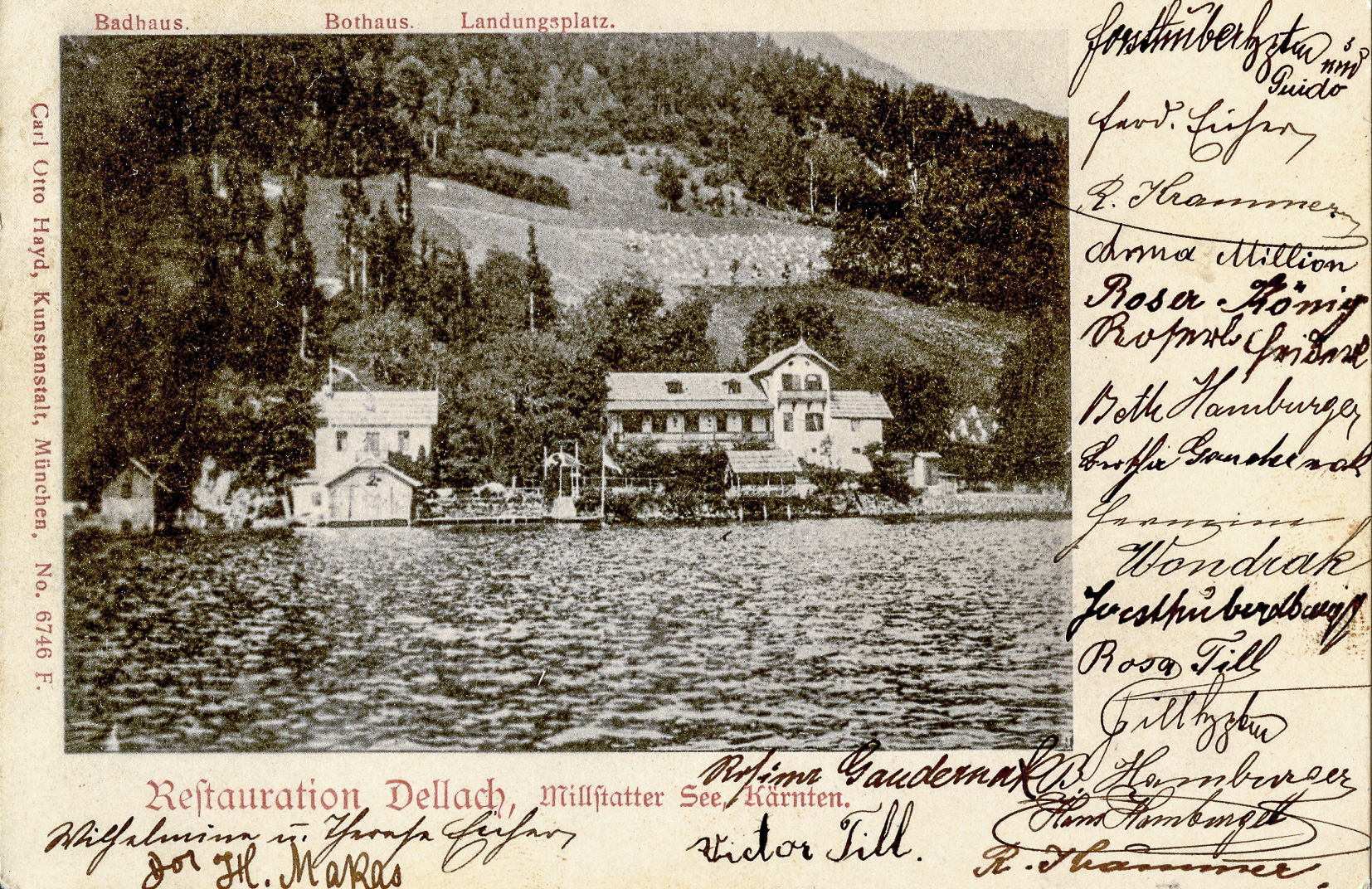
Erster Tourismusbetrieb Herring

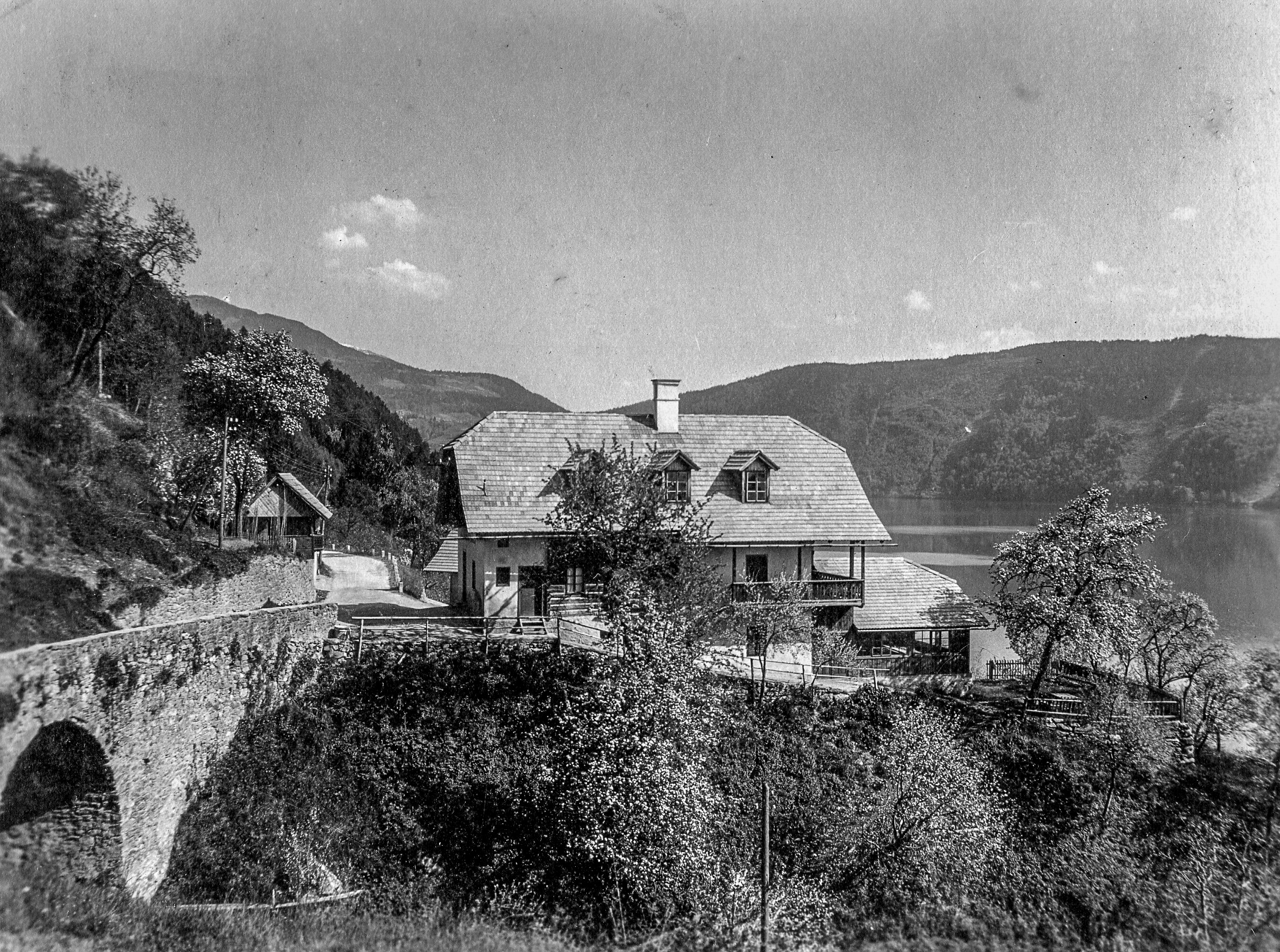
Bauern- und Gasthof Sonnenhof um 1950

1923 in der Zeit der Hyperinflation vor Einführung des Schillingwährung schaffte es der Götzfried, sein Geld durch den Erwerb des Tischler Lehens (Dellach Nummer 9) zu retten. Die Bauern nannten die Inflation Geldsturz. Die Verrechnung von Gütern des täglichen Bedarfs z. B. von landwirtschaftlichen Produkten mit dem Radentheiner Magnesitwerk erfolgte in den Inflationsjahren via Roggenpreis, dem Äquivalent für eine bestimmte Menge Roggen-Getreide. Das Tischler Lehen wurde 1477 erstmals als Franck, 1520 als Frannckh Lehen erwähnt. Ab 1881 gehörte die Tischlerhube der aus Zagreb stammenden Apothekerfamilie Mittelbach aus Wien, die am Hohen Markt die Krebs-Apotheke besaß. Bekannt wurde in der Gegend Siegmund Mittelbach, der in den 1890er Jahren ein wichtiger Pionier des Fremdenverkehrs um den See wurde. Er baute 1879 in Millstatt eine erste Villa zur Vermietung an Sommergäste, das „Gabrielenheim“, und förderte aktiv den Fremdenverkehr. Er gründete den „Verschönerungsverein Dellach“. Im August 1904 wurde ihm zu Ehren eine Gedenktafel enthüllt und ein Wasserfall „in Sappl“ nach ihm benannt. Wo sich der „Siegmundsfall“ befand, ist heute in Vergessenheit geraten. Beim Verkauf des Anwesens, es wurde auch Pichlbauer genannt, kam der einheimische Dellacher Bauer Götzfried gegenüber anderen Interessenten unterstützt durch eine Unterschriftenaktion zum Zug. Um 1948 kam es zu einem Ausbau des Gasthofes mit Mansardenzimmern, neuen Fenstern und einem Salettl beim hauseigenen Strandbad, was mit Grundstücksverkäufen finanziert wurde. Das alte Wohnhaus hatte nur zwei Schlafzimmer, die im Sommer vermietet wurden, wobei die Hausleute (auch die Kinder) dann vorübergehend im Stall schliefen. Es wurde schon ausgekocht. Wahrscheinlich hat man ab dieser Zeit den Gasthof Sonnenhof genannt. Zum Anwesen gehörte ein sehr großes Fischrevier mit über 140 ha. Das Fischwasser lieferte gute Erträge, sodass neben dem Eigenbedarf auch an „bessere Leut“ Fische verkaufte werden konnten. Gefischt wurde mittels selbst gebauten Plätten und der sogenannten Bauschenjagd, bei der die Fische nicht verletzt werden. Gefangene Fischarten waren Waller (Wels), Lachs, Hecht, Schleie, Saibling, Karpfen, Zander, Reinanke, Barsch, Rotauge, Aitel, Aalrutte (Quappe), Laube (Ukelei) und Bitterling. Der Wels war der wichtigste Fisch für den Gasthof Sonnenhof mit bis zu 200 Sitzplätzen. Er wurde als panierter Waller (ohne zähe Haut) angeboten. Ein guter Fang konnte schon 20 bis 25 Waller mit einem Gewicht zwischen 2 kg und 10 kg umfassen. Die Landwirtschaft spielte seit den 1950er Jahren keine Rolle mehr. Der Rückgang der Fischbestände durch Umweltverschmutzung (vor der Ringkanalisation) und Überfischung im See, der Rückgang des Fremdenverkehrs und Erbteilungen führten schließlich zur Schließung eines der schönsten Gasthöfe am See. Ein Immobilienkonzern erwarb das Anwesen und baute eine Anlage mit Zweitwohnsitzen, die Sonnenvillen genannt werden.

#### Starfach

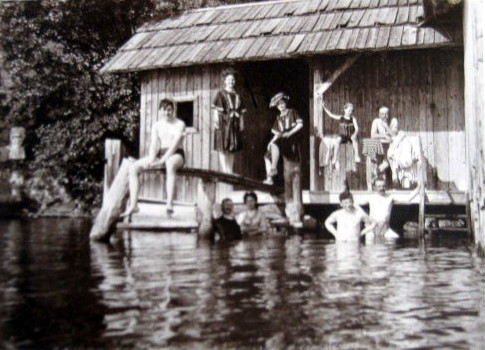
Dellach Bad um 1909

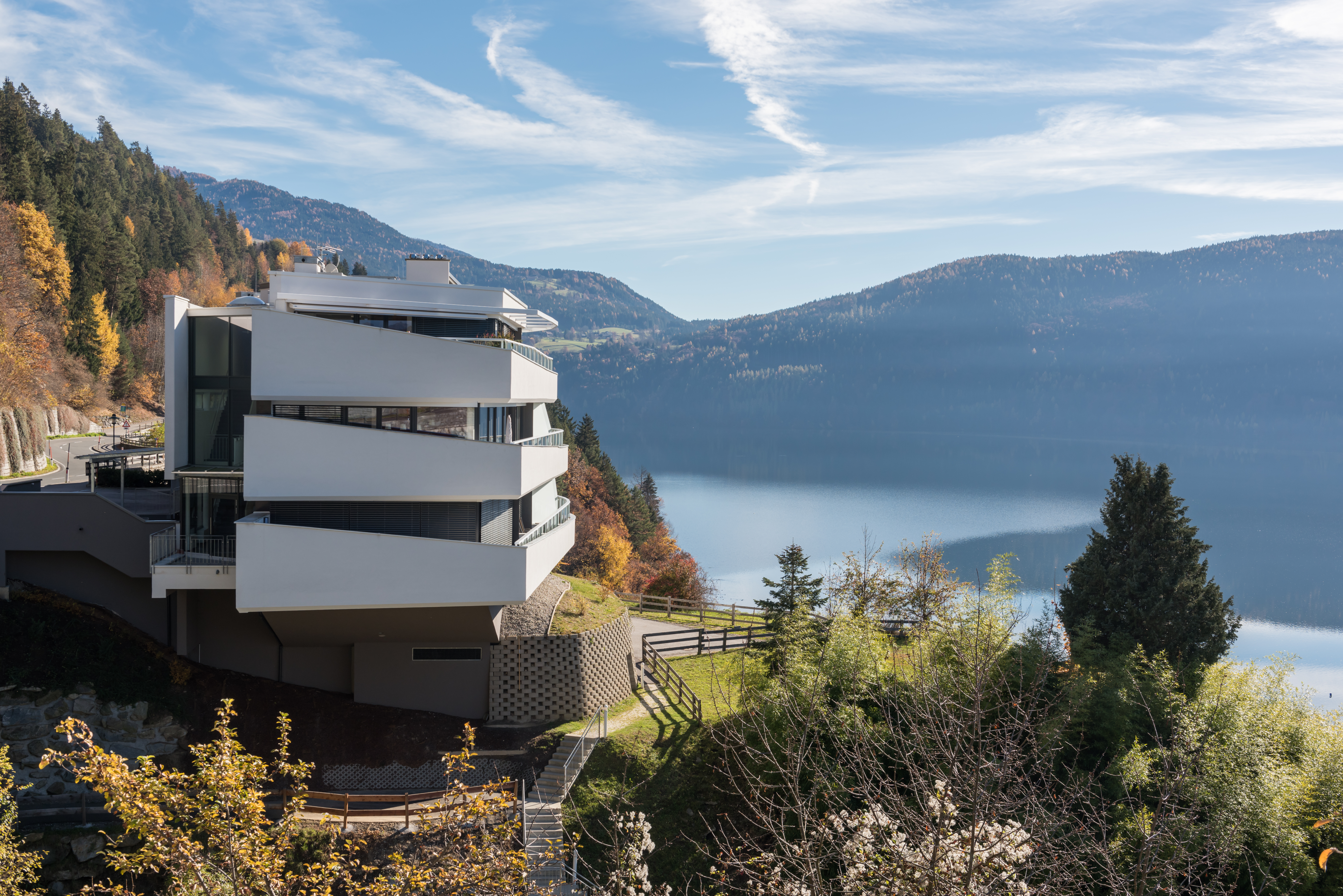
Zweitwohnsitze Sonnenhof 2013

Eine weitere Dellacher Hofstelle ist die Brugger Keusche (Nummer 16). Sie liegt in einer von Dellach aus Richtung Starfach über den Brugger Weg erreichbaren Waldsiedlung. Das Haus wird 1883 erstmals erwähnt und gehörte früher zum Thomasbauer. Es liegt am Gritzenweg, der alten (Römer)straße über den Millstätter Berg unweit vom Weiler Starfach.
Mit der Kärntner Gemeindestrukturreform verlor die Gemeinde Obermillstatt den Dellacher Ortsteil Starfach mit 33 ha und 143 Einwohner an die Gemeinde Radenthein. Radenthein konnte damit seine Seeuferlänger am Millstätter See nahezu verdoppeln. Als Gegenleistung ist nur bekannt, dass Radenthein ein Viertel eines noch offenen Straßenbau-Kredits von 1967 übernahm.

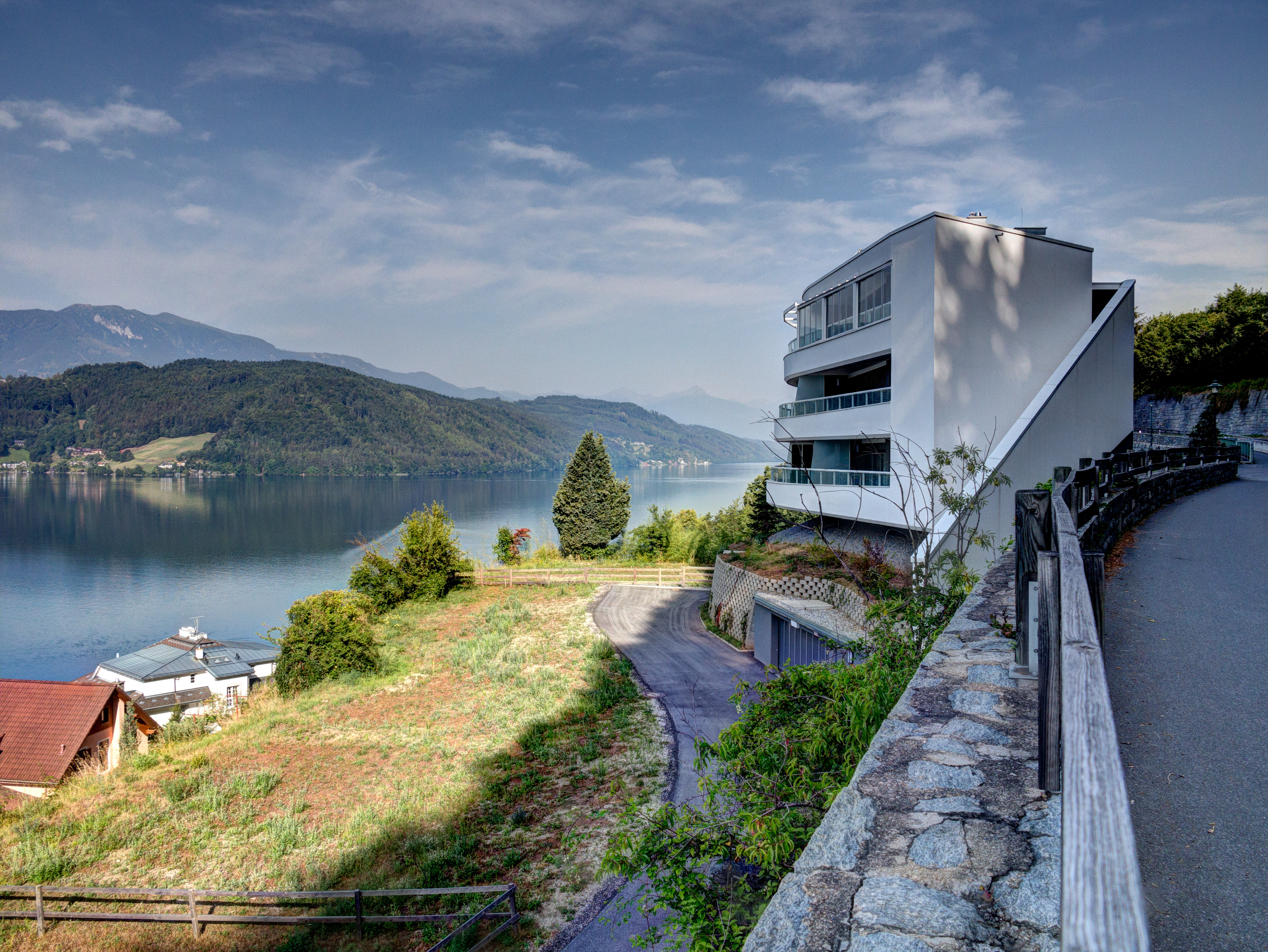
Sonnenhof Ostseite

Der westlichste Alt-Dellacher Hof in Starfach war der Waldbauer am Seeufer mit der Nummer Dellach 10, der 1670 als In Hörndl, später Keusche in Hörnl angeführt ist. Um 1910 stand das Anwesen zum Verkauf, fand jedoch nur schwer einen Käufer. Die Bauern hatten damals meist große Angst vorm Wasser. Keiner konnte schwimmen, spielende Kinder, die Dienstboten oder das Vieh waren ständig vom Ertrinken bedroht. Die großen Fischrechte, die See-Lehnen, hatten andere Besitzer und das Eis im Winter war eine permanente Gefahr und seine Geräusche, das Jaulen den Menschen unheimlich. Als das Anwesen in den Besitz des bekannten Kärntner Fotografen Hans Tollinger (1906–1977) kam, gab es anfangs noch Landwirtschaft. Diese wurde abgelöst durch eine gewerbliche Nutzung, ein Fotolabor wurde betrieben und Sommergäste wurden beherbergt.
Etwas weiter im Osten liegt die frühere Nummer 13, der Rauthbauer Keuschler, 1880 erstmals erwähnt, der im Franziszeischer Kataster eingezeichnete Kaufreuter, heute im Ortsteil Starfach-Seeleiten. Der größte Bauer im früheren östlichen Dellach war die Starfacher Hube mit der Nummer 11. Der Paarhof ist 1477 als Mesner in Starffa angeführt. Starfacher war auch der Familienname am Hof. Das Kriegerdenkmal für die Dellacher Gefallenen befindet sich an der Kirche in Obermillstatt (Bildlink). Die Familie verlor im Ersten Weltkrieg vier Männer.
Das Kirchlein Maria Magdalena zu Starfach dürfte im 12. Jahrhundert von den Benediktinern von Stift Millstatt erbaut worden sein, möglicherweise auf einem Platz, auf dem bereits ein vorchristliches Heiligtum stand. Sie war eine Eigenkirche des Klosters Millstatt, auf einem Felsen mit wunderschönem Blick auf die Ostbucht des Millstätter Sees, auf das Döbriacher Feld und die Ortschaft Döbriach. Sie lag an der Trasse der alten Römerstraße nach Teurnia. Der Hohe-Wand-Weg wurde erst Anfang der Neuzeit gebaut. Diese größere der Alt-Dellacher Kapellen ist schon 1310 erstmals erwähnt. Sie war der Heiligen Magadalena, der Beschützerin der bekehrten Jungfrauen, geweiht. „Es passt ausgezeichnet dazu, dass das entweihte Kirchlein zu Starfach oberhalb des Jungfernsprungsprunges am Millstätter See ihr geweiht war.“ Überliefert ist eine Anordnung des Paters Rektor in Graz, des obersten Grundherrn der Herrschaft Millstatt, als er am 9. Juni 1670 die Pflichten des Pfarrers von Bad Kleinkirchheim nach altem Herkommen folgendes auferlegte: „Am heiligen Nageltag (zweiter Sonntag nach Ostern), von der Pfarrkirche aus, eine verbindliche Prozession – nach der Millstätter Filiale St. Maria Magdalena in Starfach ob Döbriach durchzuführen!“ 1818 wurde das Kirchlein provanisiert und samt dem dazugehörigen kleinen Grundstück um 30 Gulden „Convenzionsmünz“ verkauft. Die Glocke der Kapelle ist heute die kleinste Kirchenglocke in Matzelsdorf. Der Kirchenkeuschler in Kapellennähe ist 1827 mit der früheren Nummer Dellach 12 erstmals erwähnt.

### Von der Landwirtschaft zur Freizeit

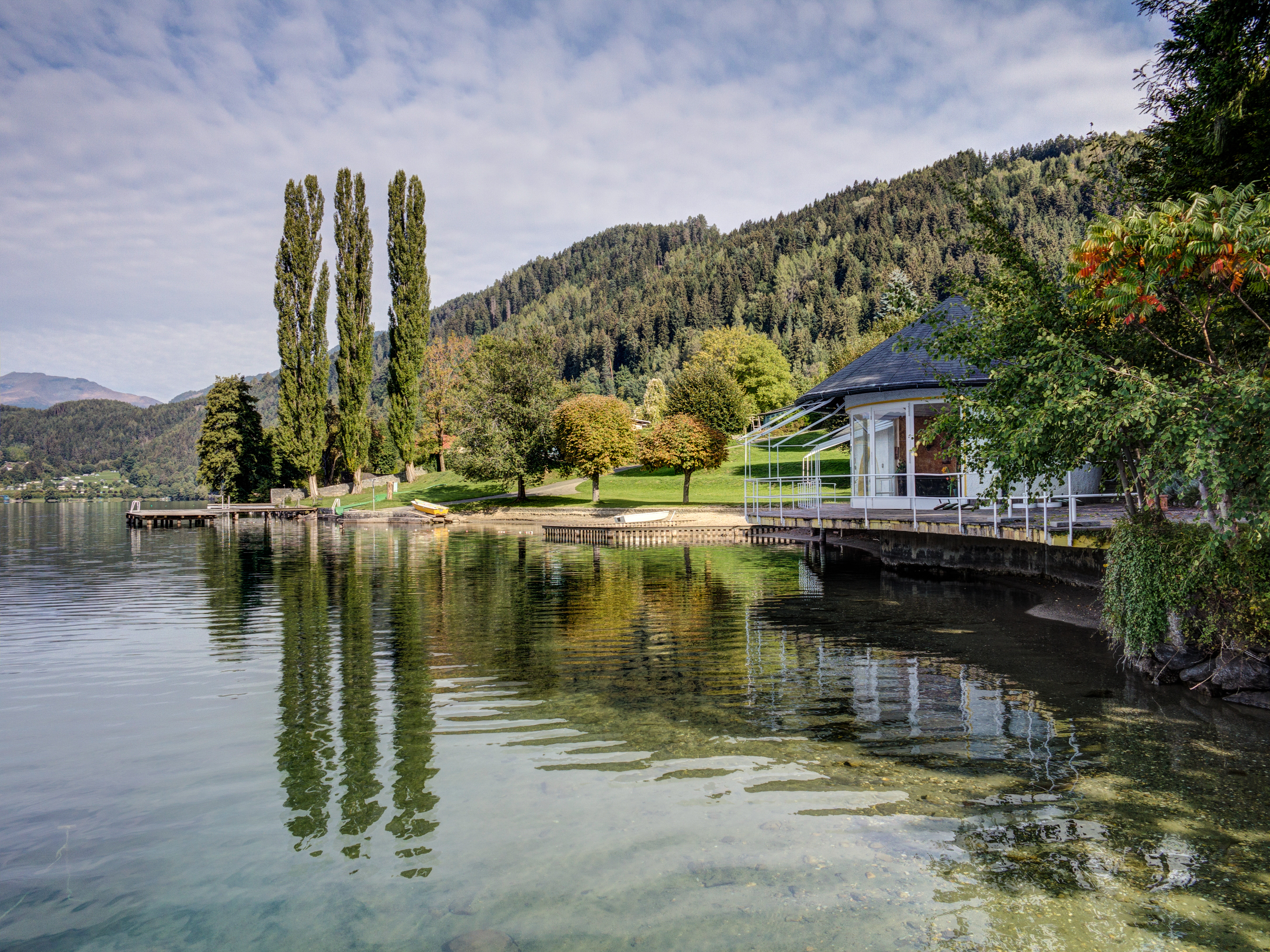
Strandbad

Ende 1871 kam die Eisenbahn auch bis Spittal und das Seengebiet wurde für Touristen und Erholungssuchende aus den Städten leichter erreichbar. Um 1900 wurde die Villa Bacz, heute Seevilla Schmidt, in bester Lage von einem Wiener Arzt als dessen Urlaubsdomizil erbaut. Bis heute ist die Villa in der ursprünglichen Bauform erhalten geblieben. Ein Reisebericht sieht insbesondere für Dellach einen „baldigen Aufschwung“ und beschreibt die Villa Bacz, die 1927 erstmals auch Sommergäste beherbergte, sehr positiv. Als mangelhaft wird der geringe Verkehr an Autolinien und Motorbooten gesehen. Es gab auch noch kein elektrisches Licht in Dellach, da „dessen Einleitung am Widerspruch einiger Großbauern gescheitert ist.“ Ende 1931 wurde die Villa Bacs um 42.000 Schilling Gold (Wertbestandsklausel nach der Formel 1 Schilling = 0,212 Gramm Feingold) an die aus Oberösterreich stammende Familie Schmidt verkauft.

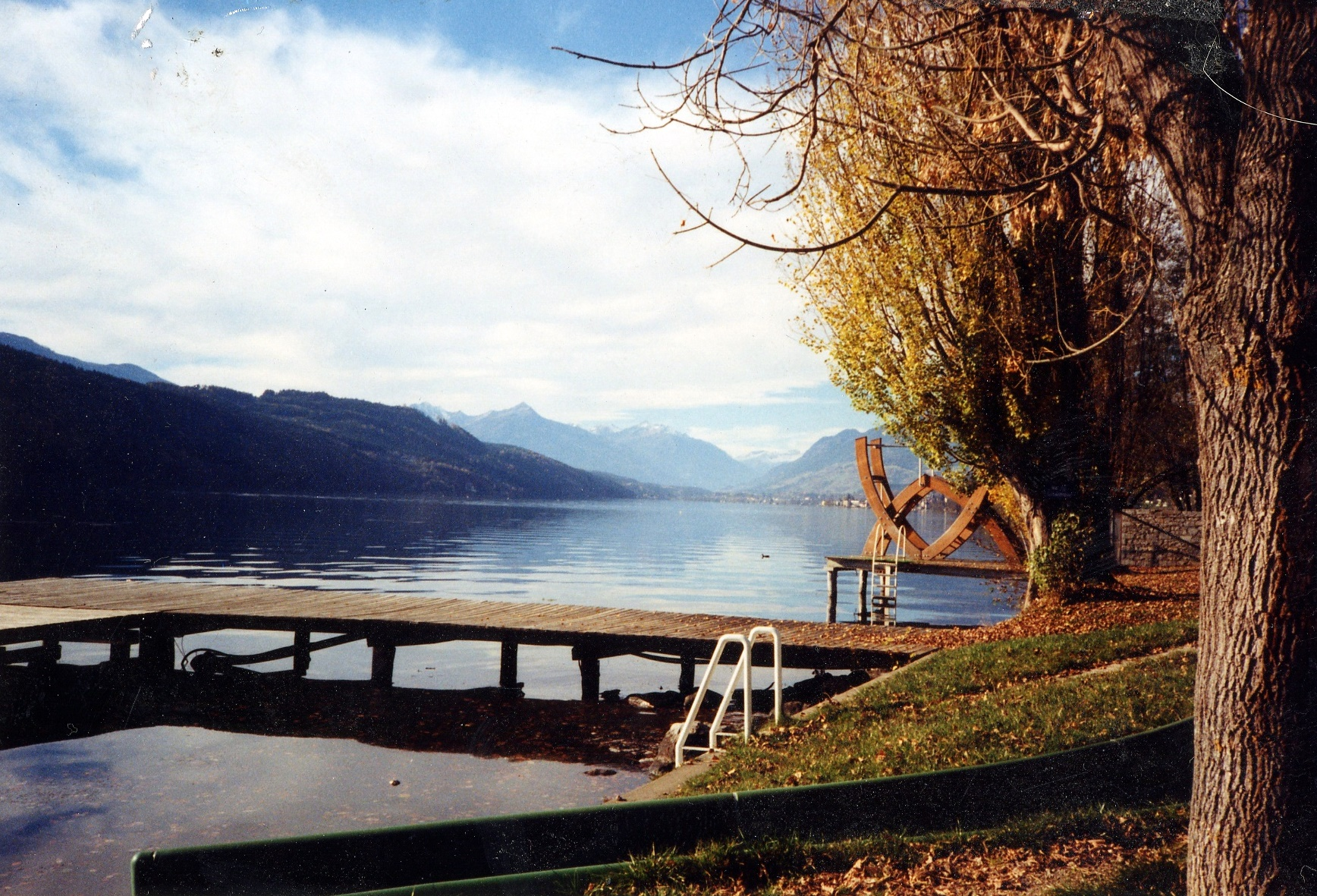
Herbststimmung im Strandbad, 1997 noch mit Sprungturm

Der Transport von Menschen und Gütern und die Fischerei erfolgte in alter Zeit mit einfachen Plätten, wie sie im beispielsweise im Fischereimuseum Seeboden ausgestellt sind. Davor waren Einbäume in Verwendung. Holz wurde mit großen Flößen transportiert. Im Winter gab es gegebenenfalls auch tragfähiges Eis. Den ersten touristischen Schiffsverkehr am See gab es ab 1870 beim Millstätter Weinschenk Anton Trebsche. 1901 wurde die „Millstätter Dampfschifffahrtsgesellschaft“ gegründet. Bald darauf entstanden die Schiffsanlegestellen um den See, so auch in Dellach. Damit konnte der Ort auch mit dem Dampfschiff erreicht werden.
1911 wurden durch einen Touristen die ersten Wegzeichen zum Wandern angebracht. Ausgangspunkt war die Eisenbahnstation Rothenthurn. Von dort ging es zum Laggerwirt und auf der Dellacher Seite weiter auf die Millstätter Alpe. Im Sommer 1936 wurde nach Unwetterschäden das Wegenetz neu markiert.
Sehr früh in Dellachs Fremdenverkehr aktiv war die Wiener Familie Schreiner, die den westlichen Uferbereich des Dellacher Feldes besaß. Man vermietete um 1900 Wohnungen in einer Villa mit Bootsbenützung. 1908 wurde der Besitz verkauft. Die Nachfolgefamilie Herring (auch Härring) nannte das Haus Liafels. Auch der Seegrund des Gröchenig-Bauern stammt aus diesem Besitz. Mit dem Restaurant Dellach entwickelte die Familie Härring unmittelbar an der Schiffsstation einen frühen touristischen Leitbetrieb. Weitum bekannt wurde das Lokal durch einen Mordfall unter den Gästen. Nach und nach wurde das Anwesen zur Pension mit Restaurant Café und Hotelbetrieb ausgebaut. Aktuell wird es in ein Apartment-Hotel umgebaut.

### Vom Fremdenverkehr zur Zweitwohnsitzsiedlung

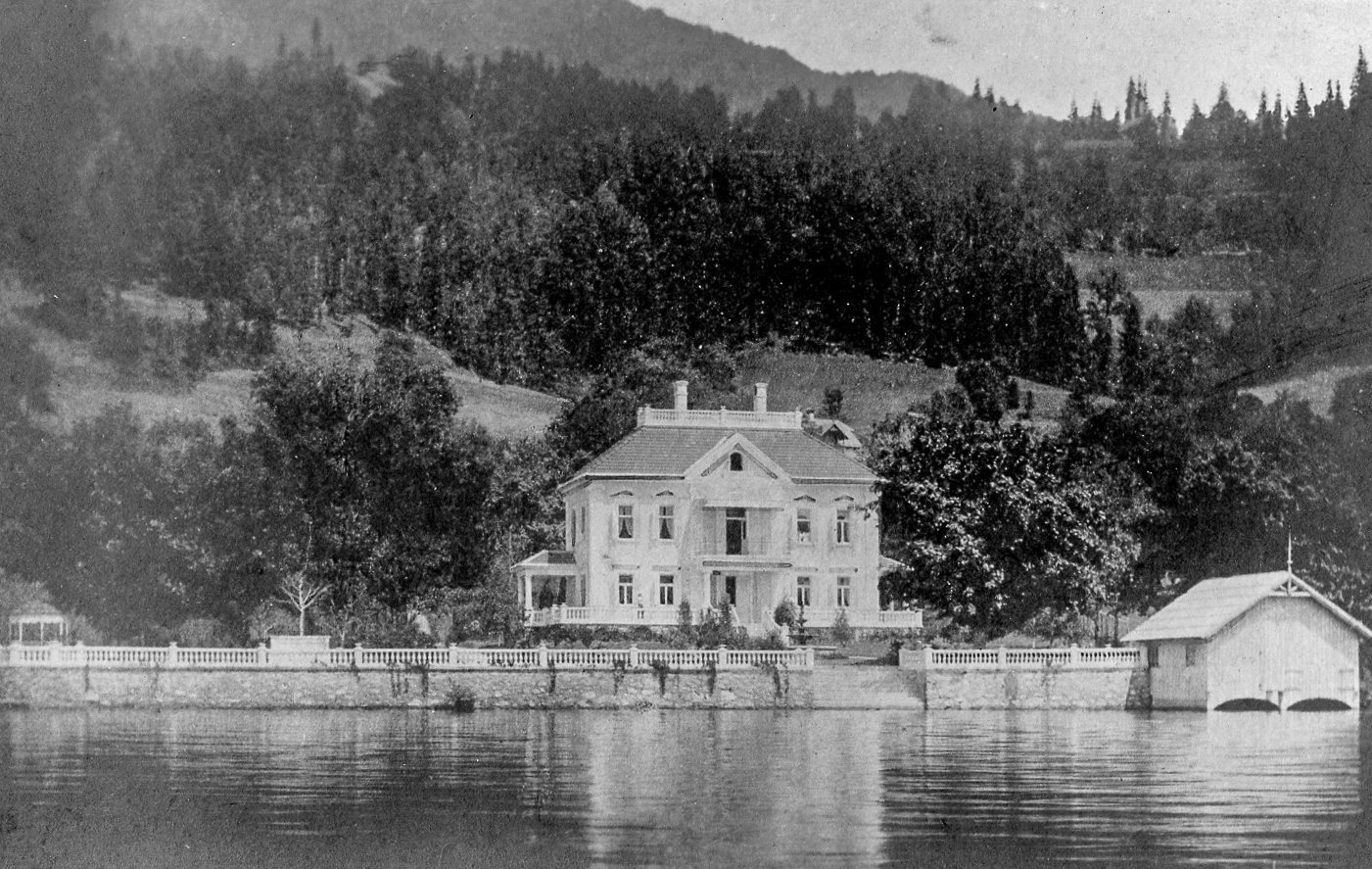
Villa Bacz heute Seevilla Schmidt um 1910

In den Jahren des „Wirtschaftswunders“ erlebte der Fremdenverkehr um den Millstätter See einen enormen Auftrieb. Jedes freie Zimmer in Dellach und den am Berg liegenden Dörfern wurde vermietet. Am See entstand beim Neubauer ein großer Campingplatz. Sämtliche Abwässer gelangten direkt oder indirekt über die Bäche in den See, was eine Verunkrautung und Algenwachstum bewirkte. Ab 1955 führte die Eutrophierung anfangs zu einer langsamen, ab 1965 zu einer erkennbaren und danach zu einer starken Zunahme von Schwebealgen, was die durchschnittliche Sichttiefe 1972 von früher durchschnittlich 6 auf 2 Meter reduzierte. Im Sommer 1972 kam es durch ungünstige Wetterkonstellationen zu einer spektakulären „Wasserblüte“ der Burgunderblutalge, was den Badebetrieb nahezu zum Erliegen brachte. Baden war zwar gesundheitlich unbedenklich, aber das Wasser war sehr trüb und von rotweißen Schlieren durchzogen. Der Bau der Kanalisation am Millstätter See wurde stark forciert. Die Menge der Schwebealgen entwickelte sich zurück und seit 2004 ist die Algenbiomasse wieder auf einem niedrigen Stand.
Das Dellacher Strandbad gilt als eines der schönsten am Millstätter See. Durch die angespannte finanzielle Lage der Gemeinde Millstatt schlug der damalige ÖVP- und FPÖ-Gemeinderat vor, gemeindeeigene Liegenschaften wie das Strandbad Dellach zu verkaufen bzw. mit Baurechtsverträgen zu belasten. Das stieß in der Bevölkerung auf großen Widerstand. Der Strandbadbetrieb wurde redimensioniert und Sanierungsarbeiten wurden mit Hilfe von Freiwilligen durchgeführt, weshalb das Bad bisher noch der Öffentlichkeit zugänglich ist.

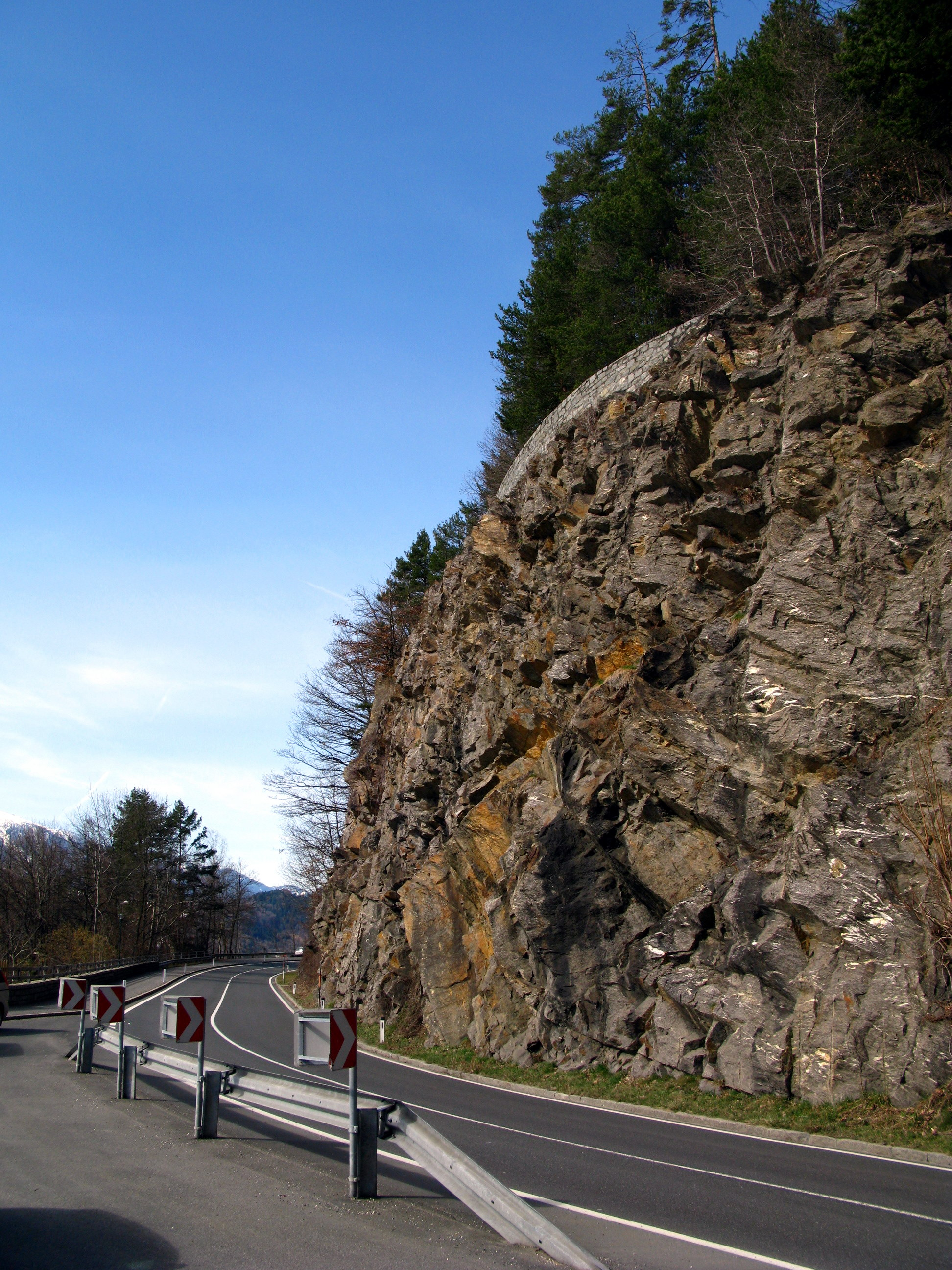
Hohe Wand mit neuer und mittelalterlicher Straße (oben)

In der Mitte des Sees vor Dellach befindet sich dessen tiefste Stelle mit 141 m. 2001 entstand die weltweit einzig fixe Trainingsstätte für Apnoetaucher, eine 6 X 6 m große Plattform. Im Juni 2001 stellt der Wiener Herbert Nitsch hier mit 72 m einen neuen Weltrekord in Freitauchen auf.
Seit dem Höhepunkt des Massentourismus in den 1970er Jahren entwickelt sich die Infrastruktur des Ortes stetig zurück. Sehr bekannt war in den 1960er das Restaurant und Bar „Traum-Villa“ oberhalb des Strandbades. Das nach einer Versteigerung in Gemeindebesitz von Obermillstatt gelangte Objekt ist nach einem gescheiterten Wiederbelebungsversuch Anfang der 1980er wieder in Privatbesitz. Lebensmittelgeschäfte gibt es keine mehr. Die zwei alten traditionellen Gasthöfe Brugger und Sonnenhof sind für immer geschlossen. Sie wurden verkauft und an ihrer Stelle Apartmenthäuser errichtet, wobei die früheren Seezugänge mitverkauft wurden. Der Trend zu Zweitwohnsitzanlagen hält in Dellach schon länger an und ist vom See aus sehr gut erkennbar. Am markantesten sind die schon 1971 gebauten zwei weißen, jeweils sechs Stockwerke hohen Wohnblöcke der Anlage Malerwinkel, die von Sappl aus erreichbar sind.

### Wege & Straßen

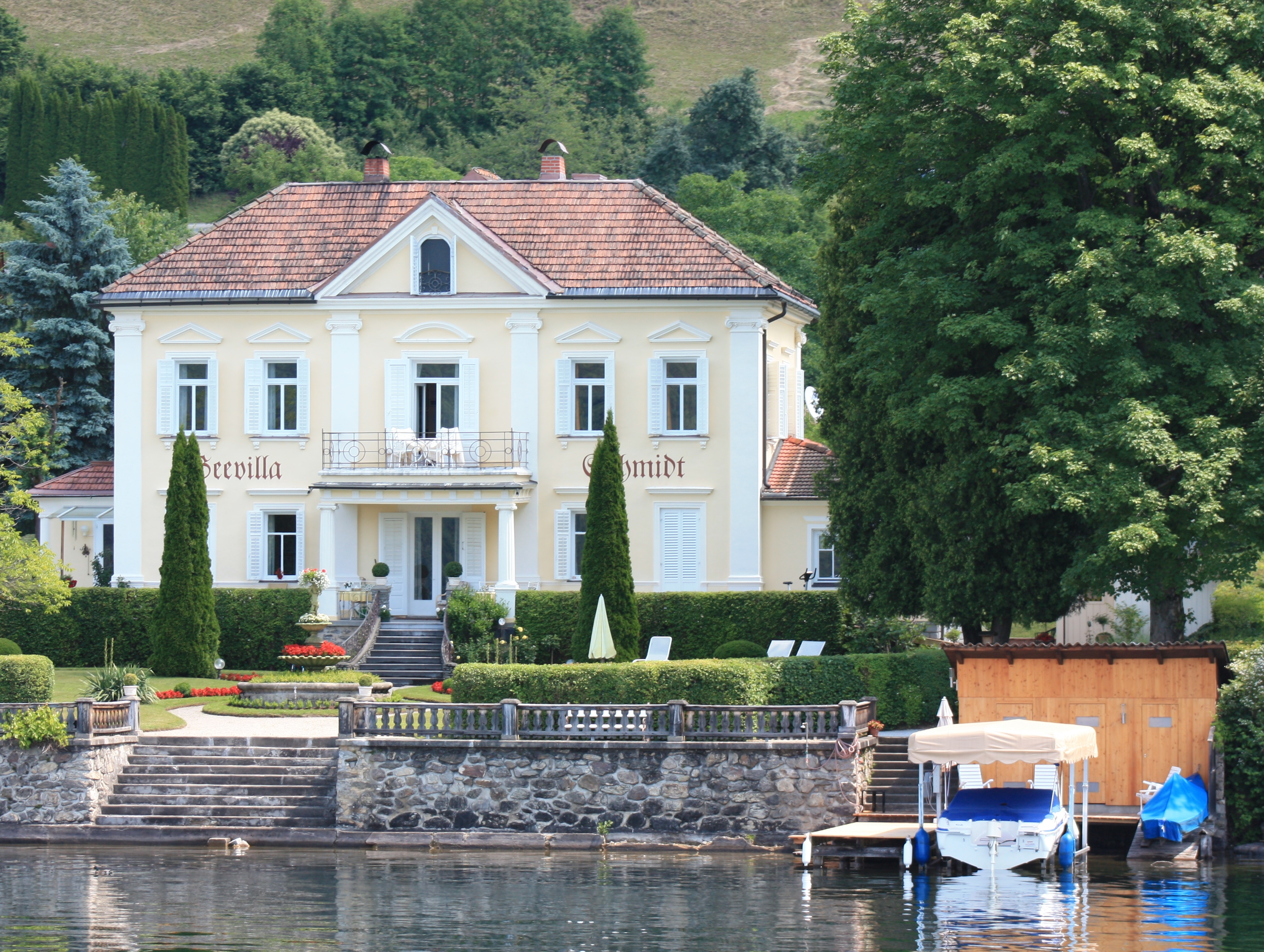
Seevilla Schmidt um 2010

Seit gut hundert Jahren ist Dellach durch die Lage an einer Durchzugsstraße geprägt. Bis ins Mittelalter war der Ort nur von oben, vom Millstätter Berg erreichbar. Entlang des Seeufers gab es keine durchgehende Straße. Eine alte Römerstraße zwischen Teurnia und dem Kirchheimer Tal verlief via Starfach nach Sappl und weiter nach Lammersdorf über den Millstätter Berg. Die Querung der Hohen Wand zwischen Starfach und Döbriach wurde erst im Mittelalter möglich. Vor 1880 war eine Kutschenfahrt von Spittal nach Dellach aufwendig. Man musste über den Fratres nach Lieserbrücke, querte die Lieser und musste durch die Seebodner Dörfer. Die Straße führte nicht unmittelbar entlang des Sees. Die Straße durch den Liesergraben wurde erst Anfang der 1880er Jahre gebaut. 1883 verkürzte sich die Strecke durch die neue Seebach-Brücke. Um Passagiere an die Eisenbahn zu bringen, richtet die Südbahn-Gesellschaft 1883 zwischen Spittal und Millstatt während der Sommersaison einen Pferdeomnibus ein. Damit musste man sich nur mehr für den letzten Streckenteil nach Dellach eine Mietkutsche organisieren. Eine alternative Anreise war der Weg vom Bahnhof Rothenthurn mittels Kutsche über Großegg zum Laggerhof und Ruderboot-Übersetzung nach Dellach. Auch die Millstätter Straße wurde in den 1880er Jahren im Zuge der Entstehung einer touristischen Infrastruktur am Millstätter See stark ausgebaut und 1888 eingeweiht.
Im September 1903 gab es eine Hochwasser-Katastrophe, die schwere Schäden an Brücken und Straßen anrichtete und auch die Dellacher Gegend nicht verschonte. Der Sonnenhofbach von Matzelsdorf nach Dellach überflutete die Felder. Die Straßenverbindung zwischen Spittal und dem Gegendtal war einige Zeit unterbrochen und man musste auf alte Bauernwege über Wolfsberg am Millstätter-See-Rücken und Glanz ausweichen. Für den Bau der neuen Landesstraße mussten Bauern Grundstücke abtreten oder eintauschen, so der Thomas, der Neubauer, der Rautbauer, der Waldbauer und der Götzfried. Mit dem Bau der Tauernbahn 1909 waren die Orte am See auch für deutsche Urlauber leichter erreichbar. Ab 1913 erfolgte ein weiterer Ausbau.
Um 1918/19 gab es ein Projekt, eine Schmalspurbahn vom aufgelassenen Turracher Hochofen, über Ebene Reichenau, Kleinkirchheim, Radenthein bis Dellach am Millstätter See zu bauen. Ziel war die Verwertung von Eisen, Zinnober und Quecksilber auf der Turracher Höhe. Dellach war augenscheinlich deshalb der Endbahnhof, weil damals die Streckenführung weiter nach Pesenthein und Millstatt bautechnisch zu aufwendig gewesen wäre.
1922 wurde die erste Autobuslinie Spittal – Millstatt eingerichtet.
Weitere Ausbauten wurden durch den zunehmenden Automobilverkehr ab den 1950er Jahren notwendig. Eine Verbesserung der Verkehrsverbindung Richtung Osten erfolgte durch den Ankauf des Campingplatzes Pesenthein durch die Gemeinde Millstatt. Die Zeit mit stärkstem und lautesten Verkehrsaufkommen waren die 1960er und 1970er Jahre. Der „Werksverkehr“, das LKW-Aufkommen durch Lieferungen des Radentheiner Magnesitwerks zur Eisenbahn nach Spittal und zum Werk nach Ferndorf war relativ hoch. Die Autobushaltestelle in Dellach war in der Zeit vor Massenmotorisierung auch für die weiter oben am Berg liegend Ortschaften Görtschach, Sappl und Matzelsdorf wichtig. Schüler oder Arbeiter des Magnesitwerks gingen täglich zu Fuß nach Dellach.